# Pintura mitológica
Pintura mitológica es un género pictórico, subgénero de la pintura de historia, cuyo tema artístico son personajes o escenas de la mitología, pero no usados con fines religiosos, sino como pintura profana. La más utilizada para proporcionar sus temas artísticos ha sido la mitología greco-romana; tanto por razones intelectuales como por la perfecta excusa que suponía para la representación de escenas escabrosas (especialmente las de Las metamorfosis) y desnudos muy demandados en el mercado de arte. Menos frecuentemente se han utilizado otras mitologías europeas (como la nórdica o la eslava) o extraeuropeas.
Propiamente, las obras de arte griegas y romanas con los mismos personajes y escenas, así como las de cualquier otro arte local que represente sus divinidades locales, son arte religioso, pues su función original era el culto o la referencia a mitos que son creencias vividas por sus contemporáneos. En cambio, la pintura mitológica se vale de figuras en cuya condición divina no se cree, y que se utilizan con propósitos no religiosos, sino estéticos o intelectuales. Es eso lo que ocurre a partir del Quattrocento (siglo XV) en el Renacimiento italiano, bien por el propósito de imitar la cultura clásica (como consecuencia del humanismo), bien por la búsqueda de una tipología universal para establecer significados alegóricos: Afrodita-Venus representa la belleza (o la duplicidad del amor sagrado/profano), Atenea-Minerva la razón, Hera-Juno los celos (o el gobierno doméstico), Ares-Marte las virtudes castrenses (o el horror de la guerra), etc.

## Mitología grecorromana
Para el helenista Jean-Pierre Vernant la mitología griega "es un conjunto de narraciones que hablan de dioses y héroes, es decir, dos tipos de caracteres que se adora en las ciudades antiguas... es... el pensamiento religioso de los griegos, uno de los modos fundamentales de expresión". Al ser un politeísmo y carecer de textos sagrados o de casta sacerdotal separada del conjunto de la población (los cargos religiosos eran más bien honores o cargos públicos vinculados a la carrera política), la religión clásica grecorromana, fuertemente sincrética e inclusiva (asimilaba sin problemas los panteones de otros pueblos -especialmente Roma, que además de helenizarse profundamente, e importar artistas y obras de arte griegas, adoptó todo tipo de cultos orientales-); carecía también de dogmas, prohibiciones u obligaciones sistematizadas, más allá del cumplimiento de los rituales de los distintos cultos en cada uno de los templos, vinculados especialmente a los ciclos naturales. Se basaba en narraciones míticas que no tenían carácter canónico (más allá del prestigio que alcanzaron las obras literarias que recogían aspectos de la tradición oral, como las de Hesiodo, Homero, Esquilo, Sófocles o Eurípides -en Roma Virgilio u Ovidio-) y que, en su mismo origen, incluían una dimensión consciente de ficción literaria (mito o fábula), para la que los aspectos poéticos,, narrativos y dramáticos son tan importantes o más que los cosmológicos o teológicos. Con la cristianización del Imperio romano en el siglo IV la religión clásica (denominada a partir de entonces como "paganismo") se abandona, pero no se olvida: sobrevive en muchos aspectos de la religiosidad popular, sus textos se copian en los scriptoria monásticos y sigue siendo una de las fuentes que nutren la producción intelectual y artística, aunque subordinada a la Biblia y las nuevas convenciones iconográficas.

## Humanismo renacentista
El humanismo renacentista, basado en el antropocentrismo y la aproximación empírica a la naturaleza, se opuso a la concepción medieval del mundo, teocéntrica. Al igual que los filólogos despreciaban el latín medieval y pretendían imitar la lengua de Cicerón u Ovidio, y los filósofos redescubrían a Platón y Aristóteles en su griego original; artísticamente, se consideraba clásica (es decir, digna de imitación) la idea de belleza basada en el equilibrio y la armonía de las proporciones (canon) que se encontraba en los restos del arte grecorromano y que se remontaba a la idealizada Atenas de Pericles y Fidias (siglo V a. C.)

El nacimiento de Venus, de Botticelli
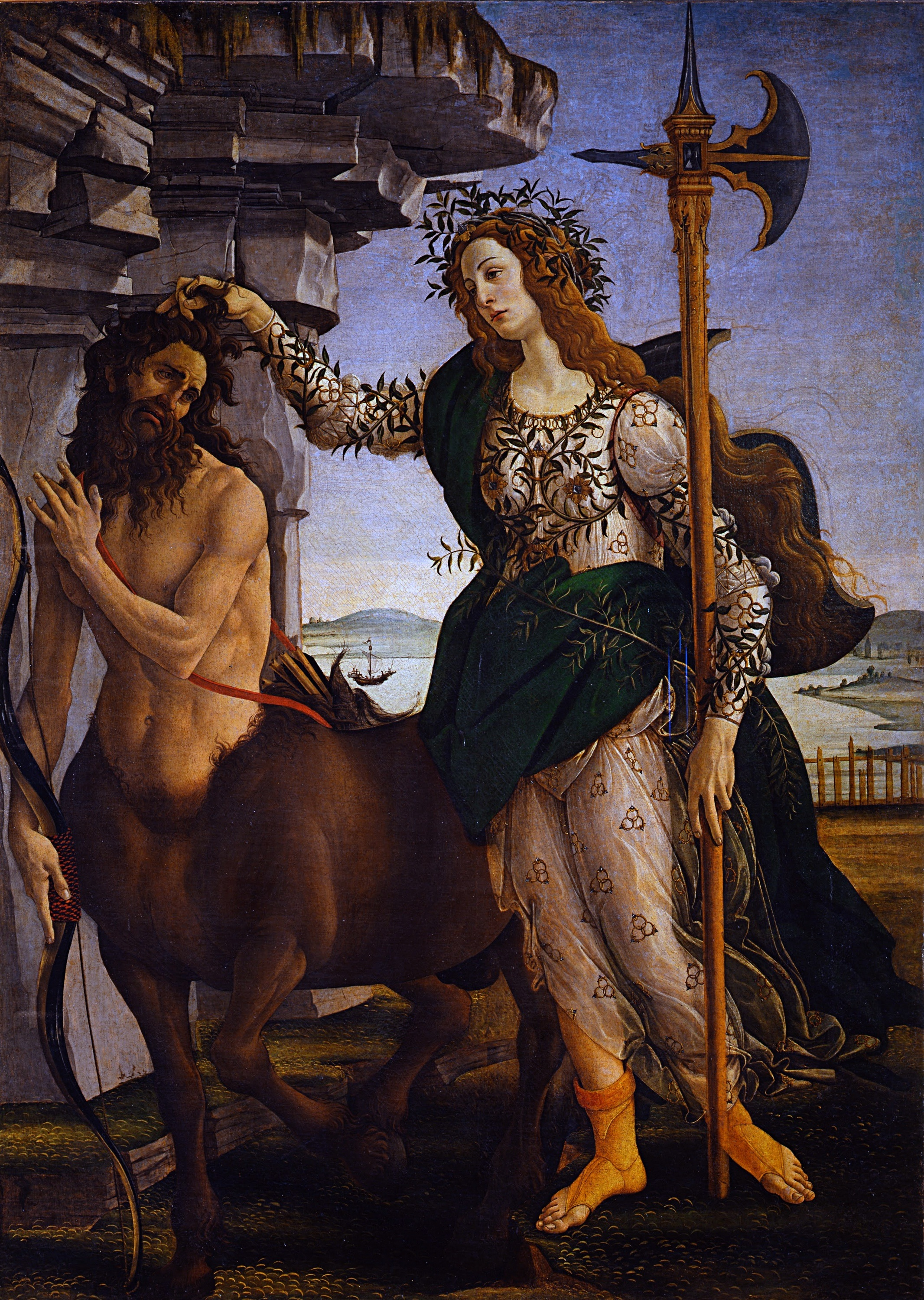
Palas y el centauro, de Botticelli.
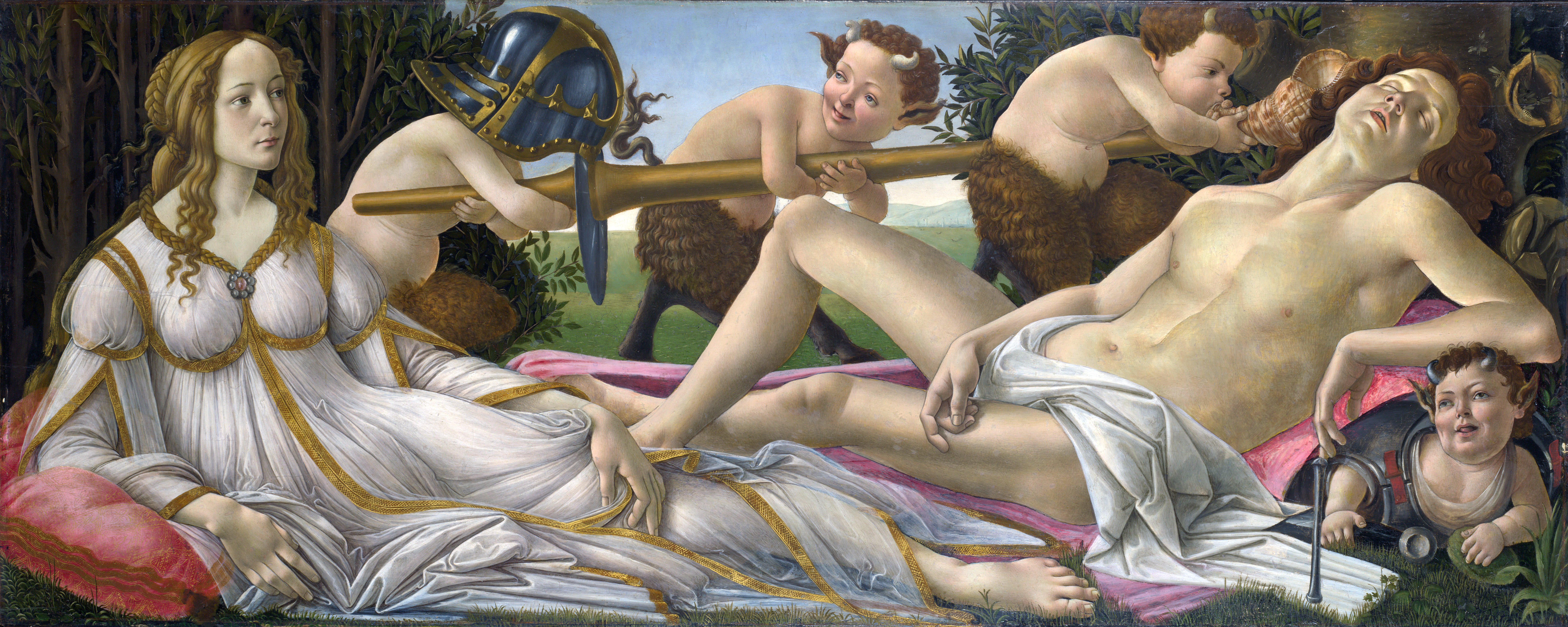
Venus y Marte, de Botticelli.
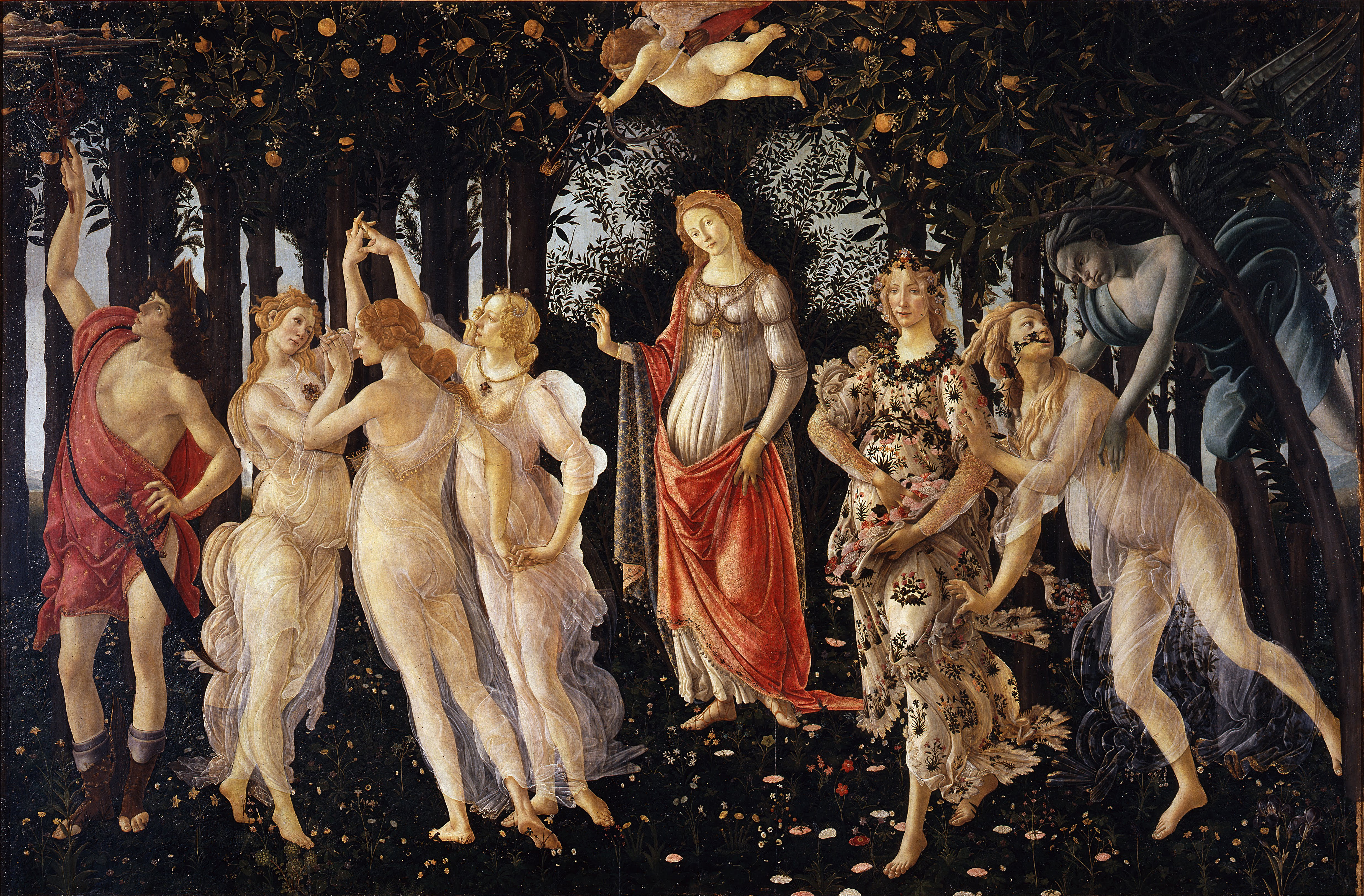
La primavera, de Botticelli.
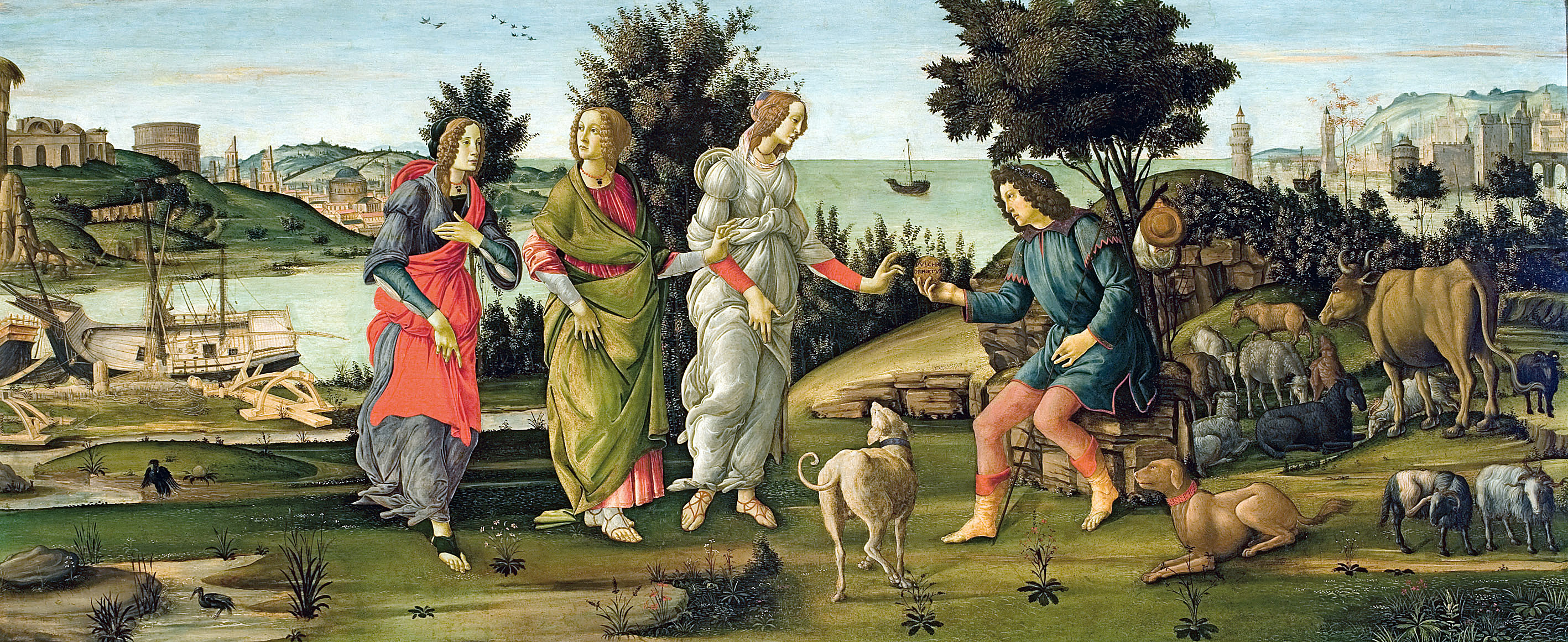
El juicio de Paris, de Botticelli.

En la Florencia de los Médicis -que declaradamente pretendía emular a la Atenas y a la Roma antiguas-, Sandro Botticelli diseñó un programa iconográfico basado en temas mitológicos: El nacimiento de Venus (1469), La primavera (1477-1478), Palas y el centauro (ca. 1483), Venus y Marte (1483) y El juicio de Paris (1485). El propio autor se alejó de la temática profana su obra durante la fiebre iconoclasta que estuvo a punto de acabar con alguna de ellas en el dominio de Savonarola (1491-1498); aunque en medio de ella pintó La calumnia de Apeles (1495), también de temática clásica pero no mitológica, sino alegórica y con una evidente lectura moral.

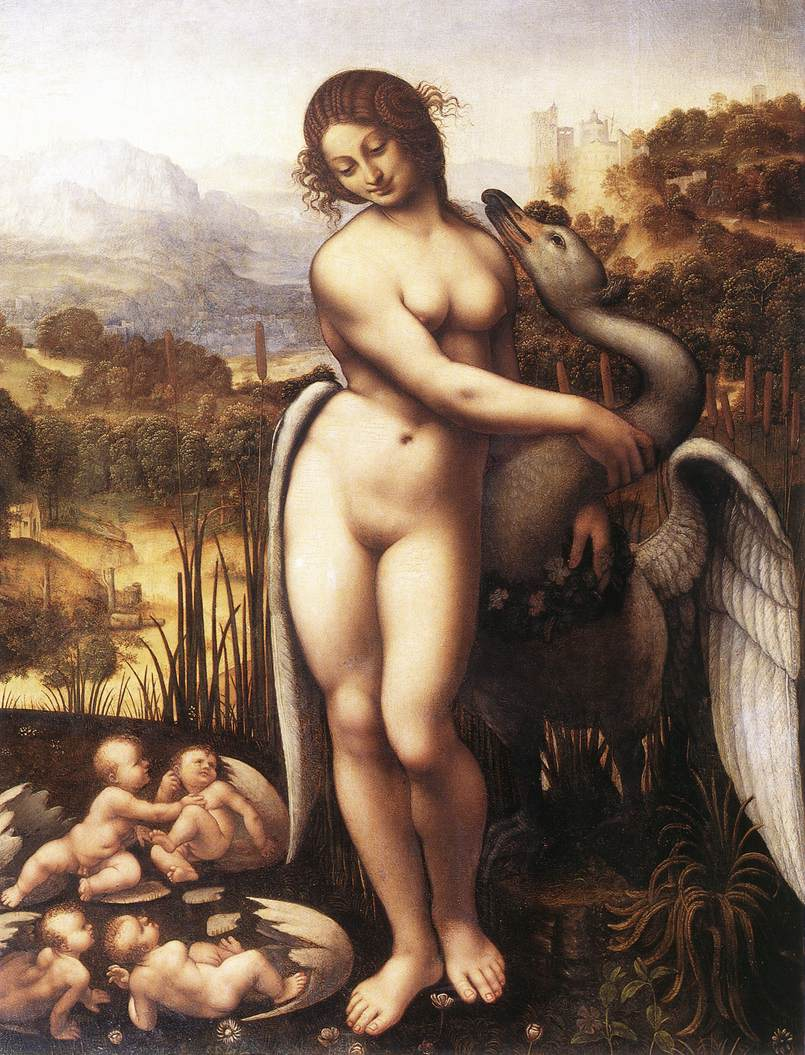
Leda y el cisne, de Leonardo (copia del original desaparecido).
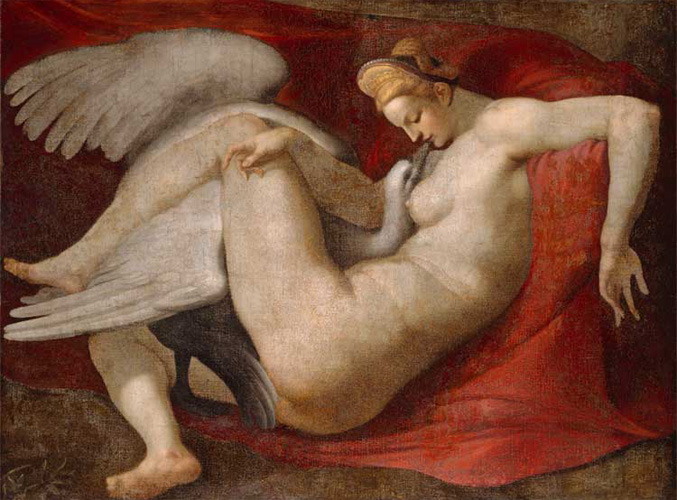
Leda y el cisne, de Miguel Ángel (copia del original desaparecido).
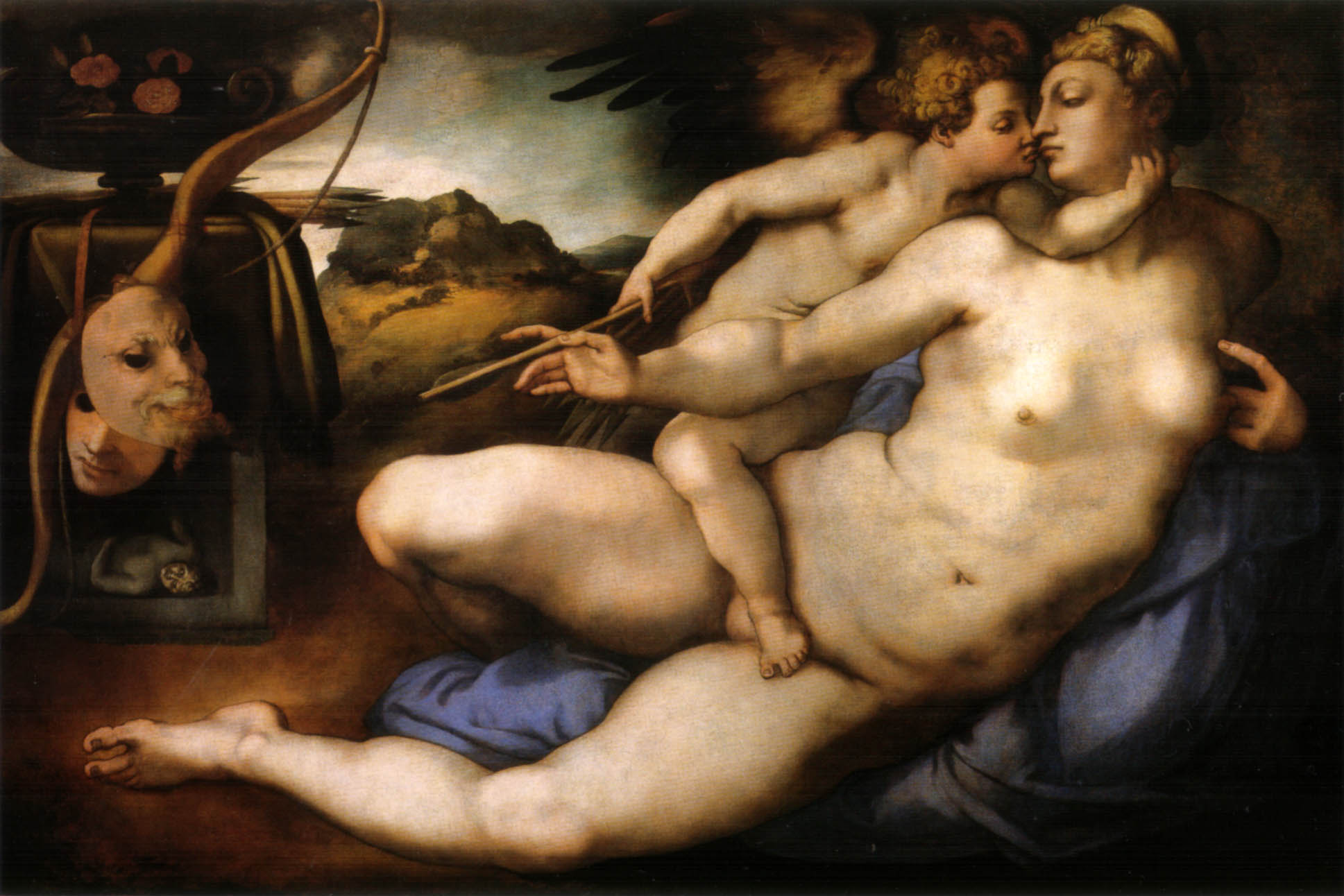
Venus y Amor, de Miguel Ángel y Pontormo.
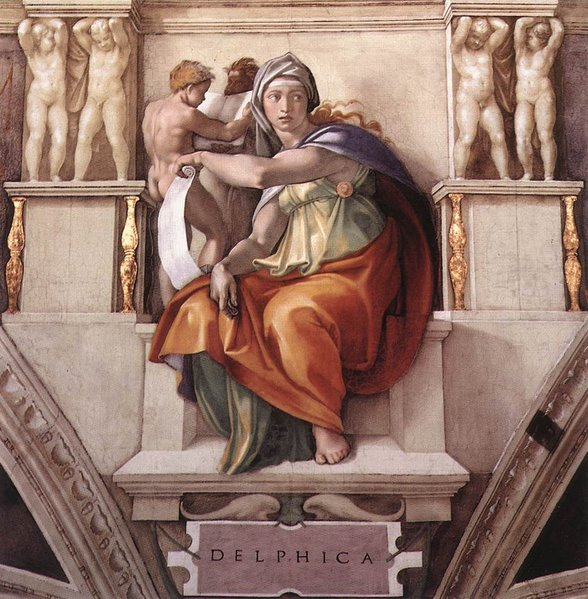
La Sibila délfica, de Miguel Ángel.
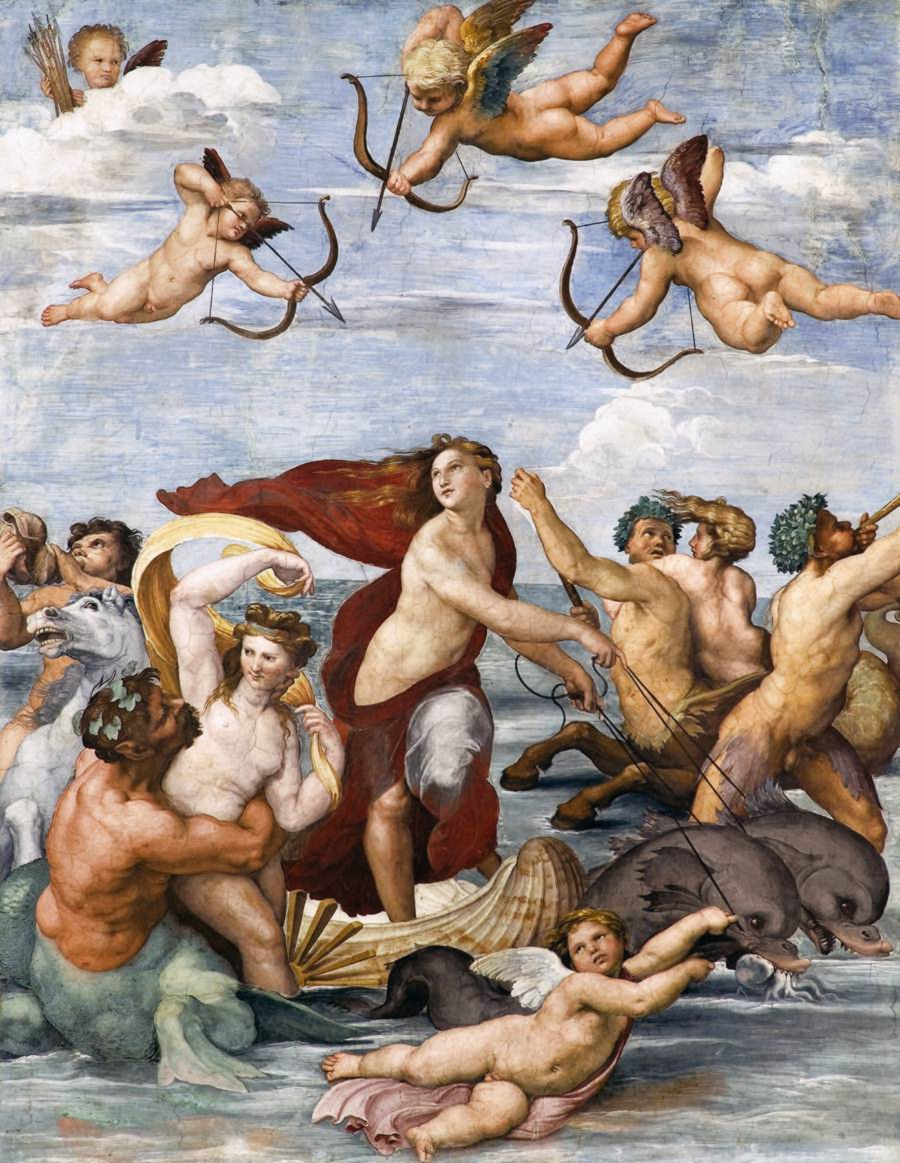
Galatea, de Rafael.

Algunos años después, ya en el Renacimiento pleno, Leonardo da Vinci pintó una Leda y el cisne (1508), Miguel Ángel, que también pintó el mismo tema y diseñó un Venus y Amor llevado al lienzo por Pontormo (1533), utilizó sibilas para la bóveda de la Capilla Sixtina (1508-1512) y esculpió un Baco (1496-1497); Rafael pintó El triunfo de Galatea (ca. 1514); Giorgione una Venus dormida (1507-1510). El prolífico Tiziano es posiblemente el maestro con más amplia producción mitológica: Amor sacro y amor profano (1514), El culto de Venus (1516-1518), Baco y Ariadna (1520-1523), La Bacanal (1523-1526), Dánae recibiendo la lluvia de oro (1553-1554).

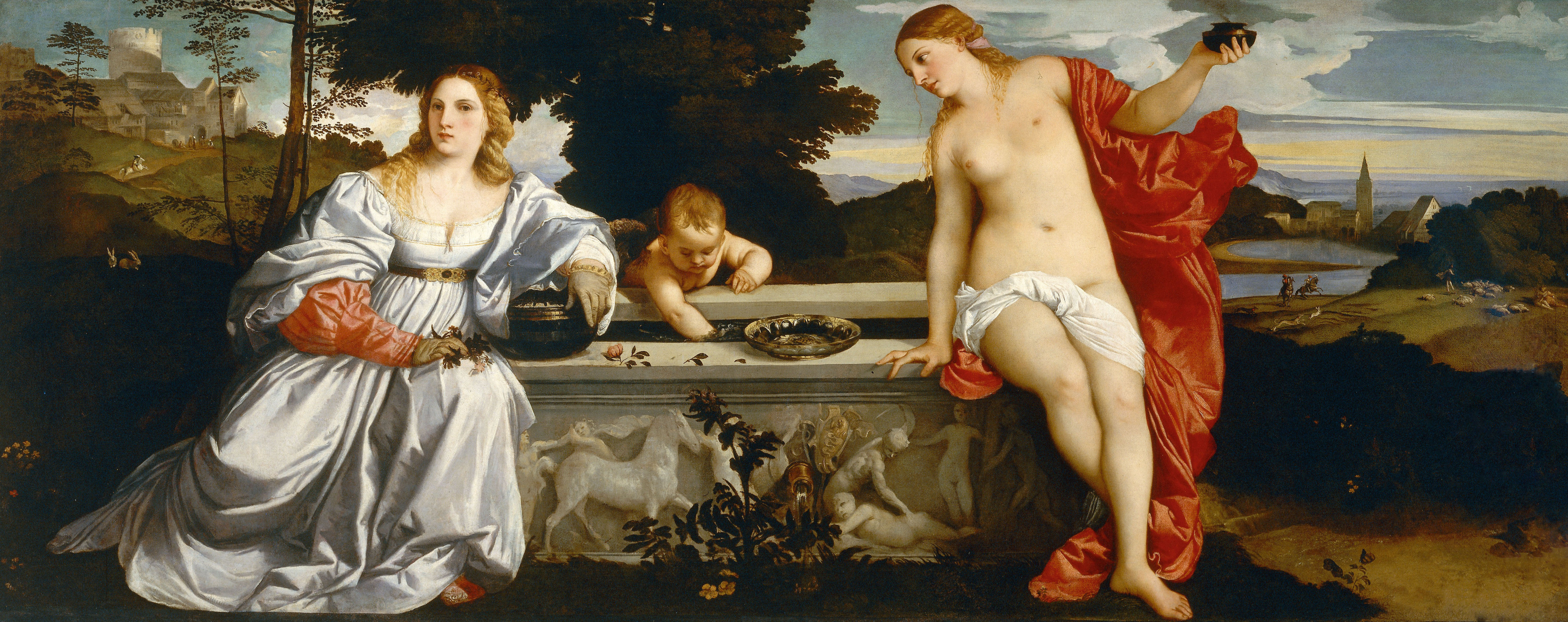
Amor sacro y amor profano, de Tiziano.
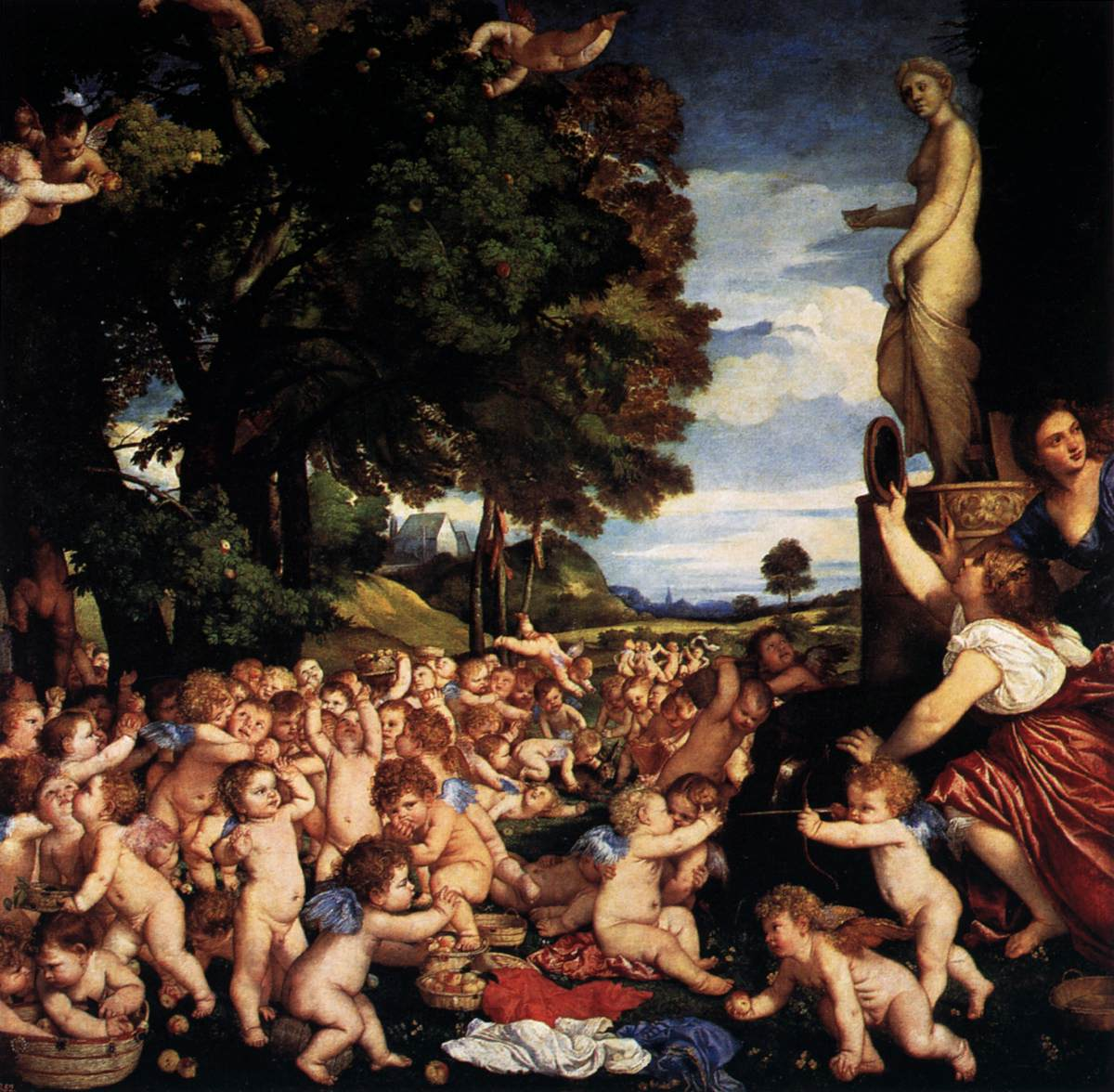
El culto de Venus, de Tiziano.
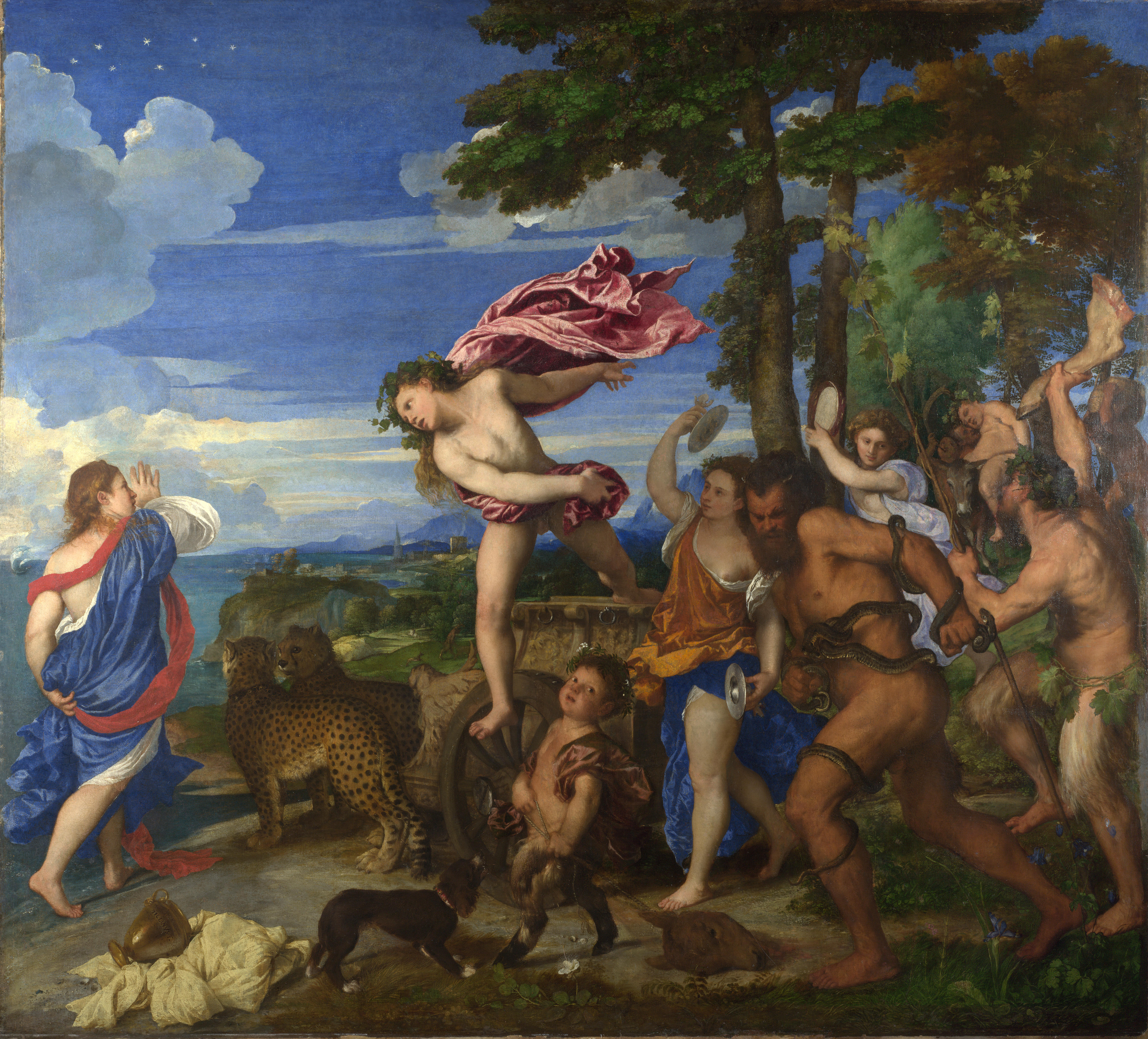
Baco y Ariadna, de Tiziano.
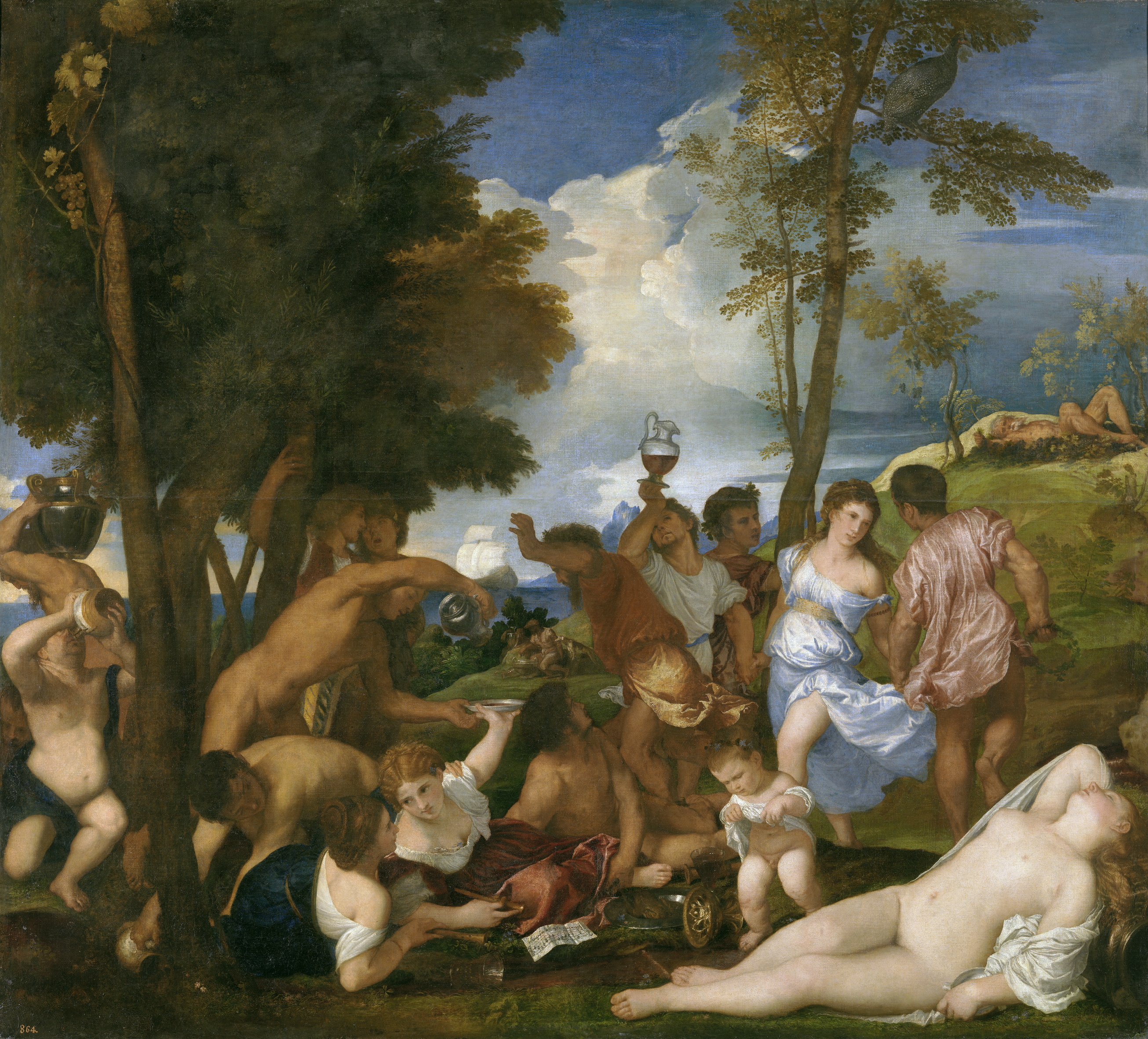
La Bacanal, de Tiziano.
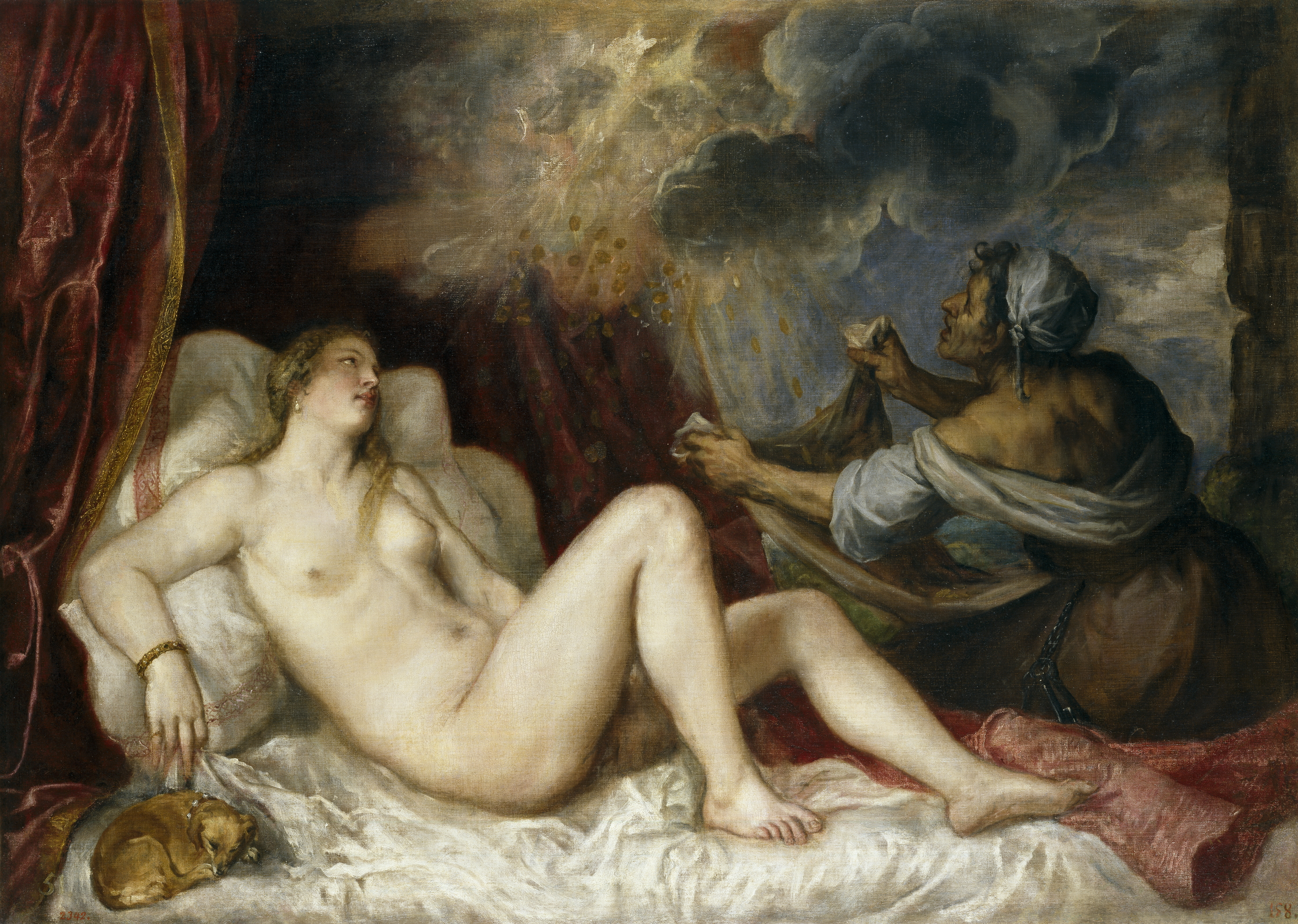
Dánae, de Tiziano.

## Manierismo y Barroco
Entre los manieristas el género tuvo mucho tratamiento, a veces como una excusa para la pintura de paisajes (Niccolò dell'Abbate, La muerte de Eurídice, 1552-1571). Entre otros maestros, destacan Pontormo (Diana y Acteón, 1524, Vertumno y Pomona, 1521), Correggio (Sátiro, Venus y Cupido, 1525), Parmigianino (Cupido fabricando su arco, 1533-1535),  Bronzino (Alegoría del triunfo de Venus, 1540), Tintoretto (Vulcano sorprende a Venus y Marte, 1545, Hércules saca a Fauno del lecho de Ónfale, ca. 1585) o Veronés (Venus y Adonis, ca. 1580).

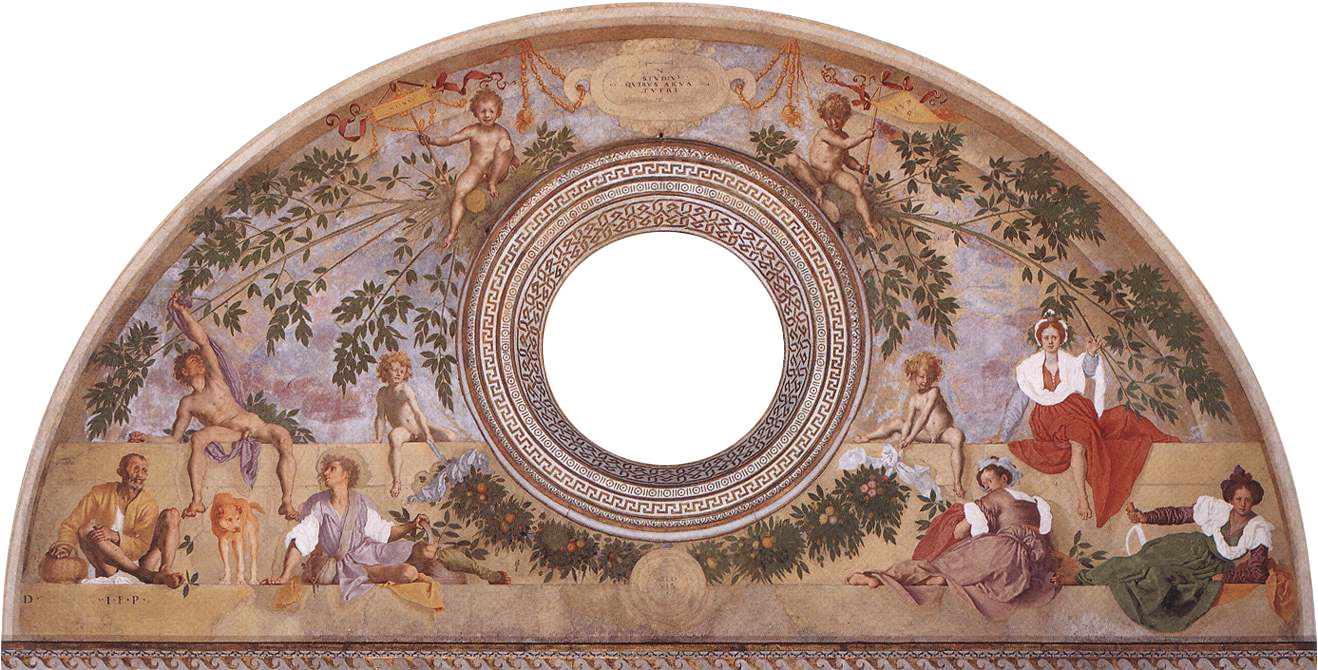
Vertumno y Pomona, de Pontormo.
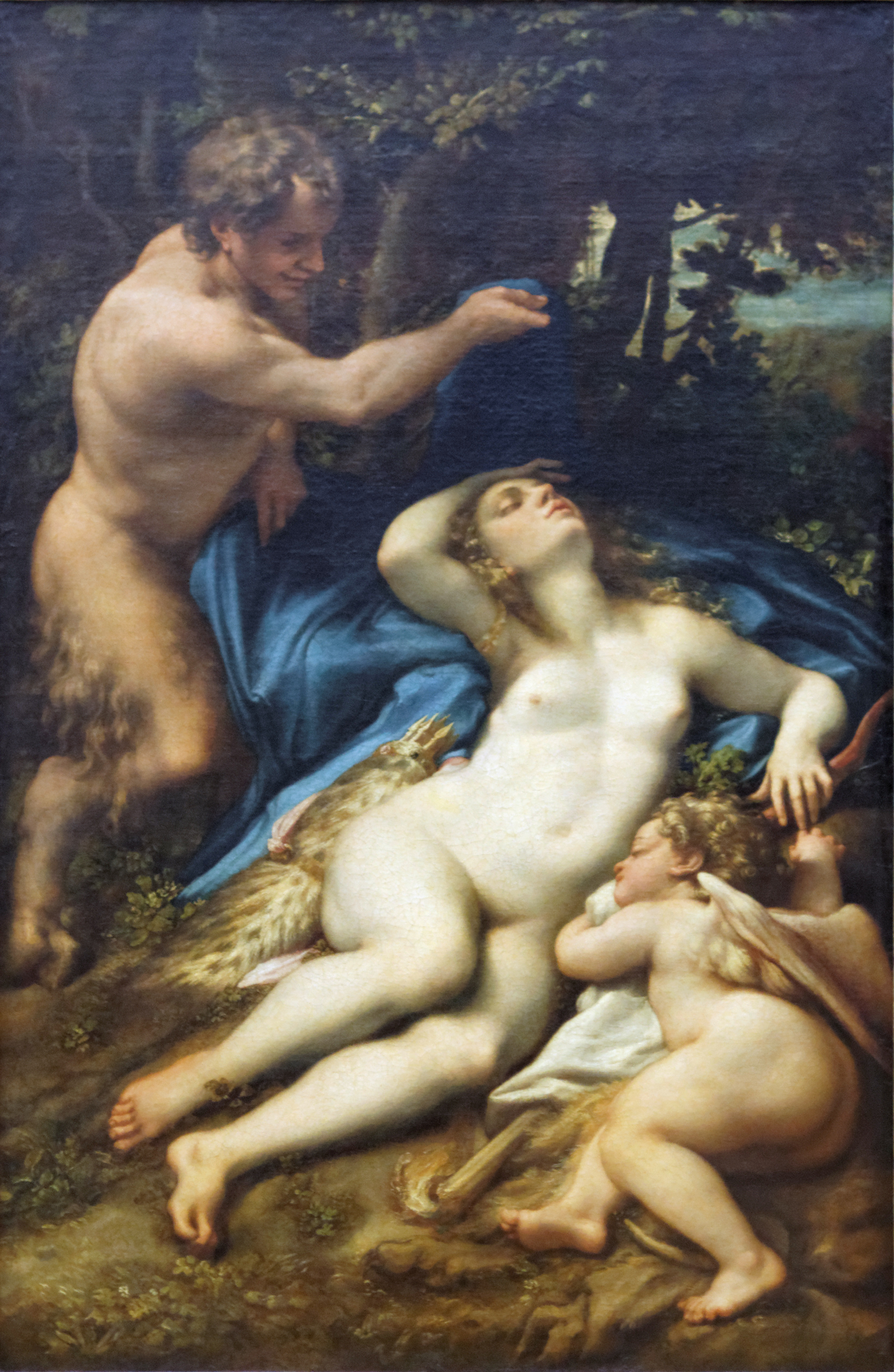
Sátiro, Venus y Cupido, de Correggio.
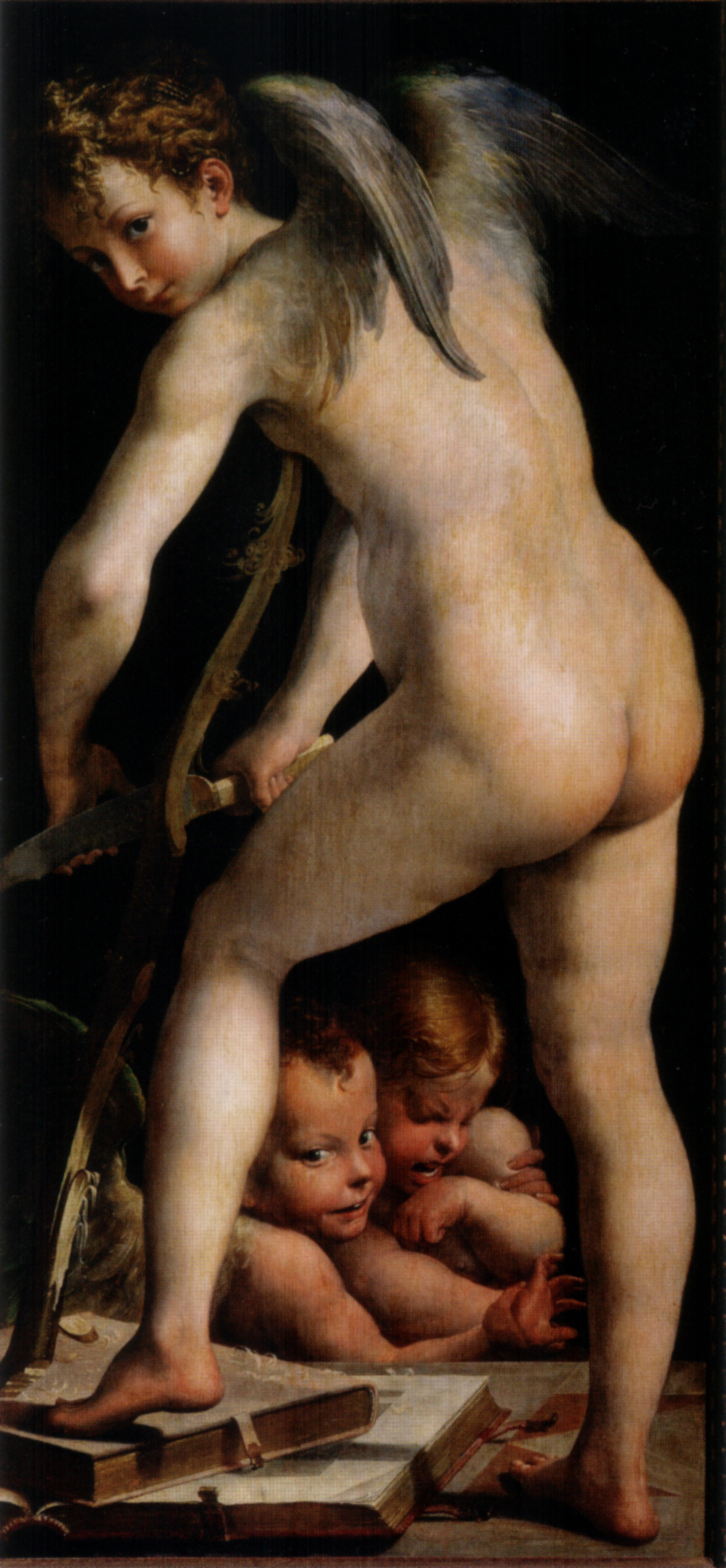
Cupido fabricando su arco, de Parmigianino.
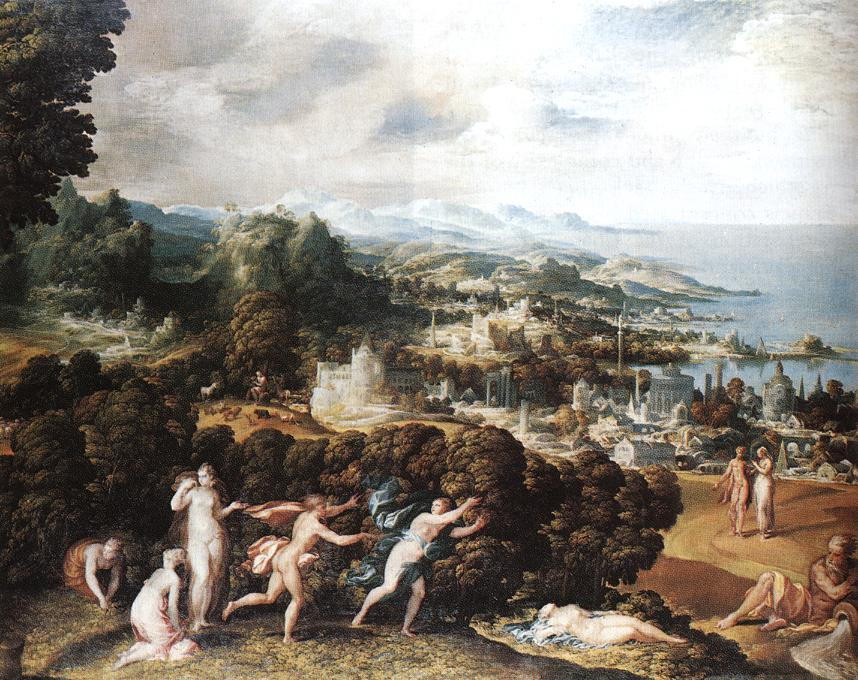
La muerte de Eurídice, de Abbate.
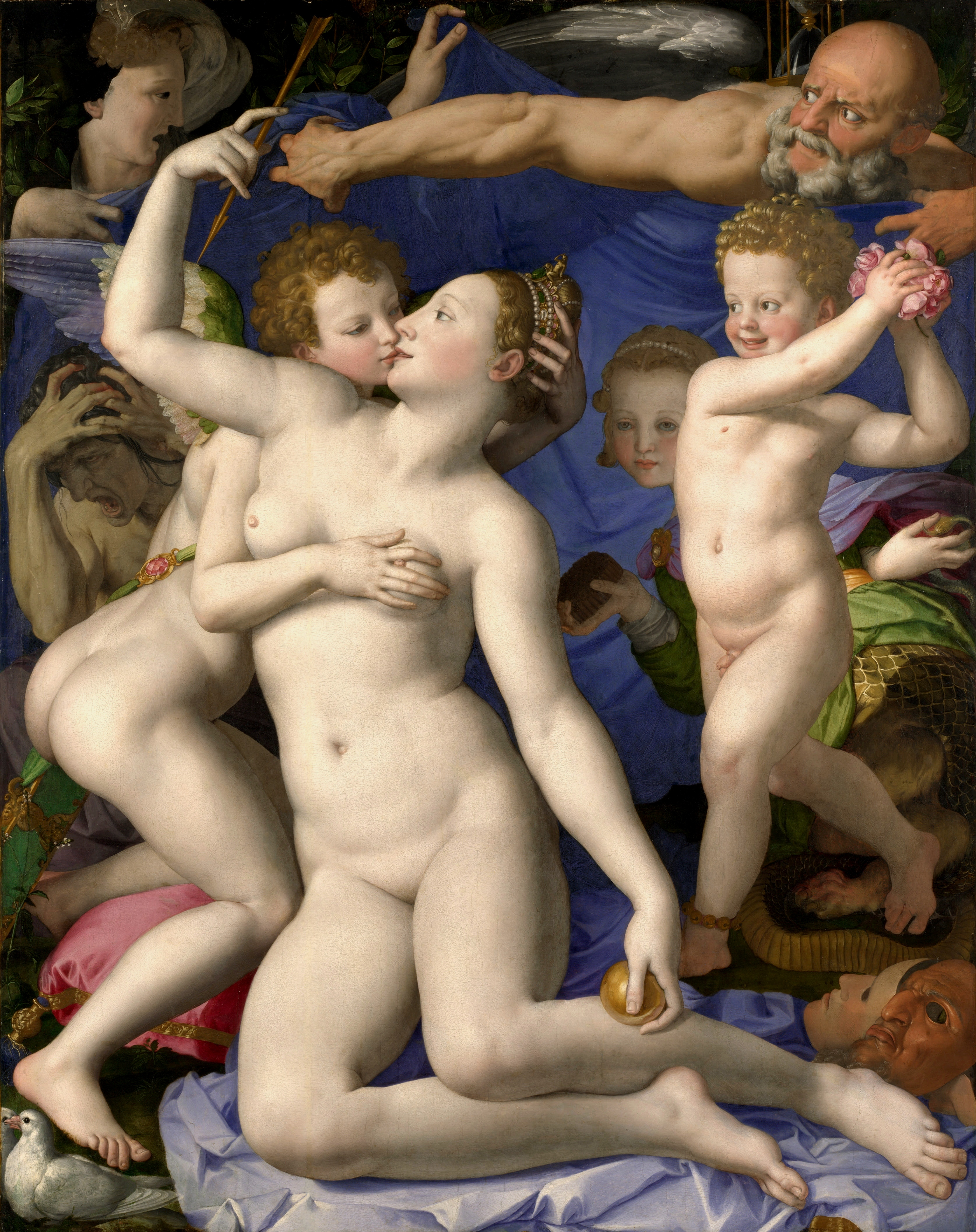
Alegoría del triunfo de Venus, de Bronzino.

Ya cerca del siglo XVII, los criterios clasicistas del género se mantienen en los Carracci (Agostino - Venus y Marte, 1600- y Annibale -Venus, Adonis y Cupido, 1595, Hércules en la encrucijada, 1596-) y Guido Reni (Hipómenes y Atalanta, 1618); mientras que, inaugurando el Barroco, Caravaggio pintó su Baco joven (ca. 1595).

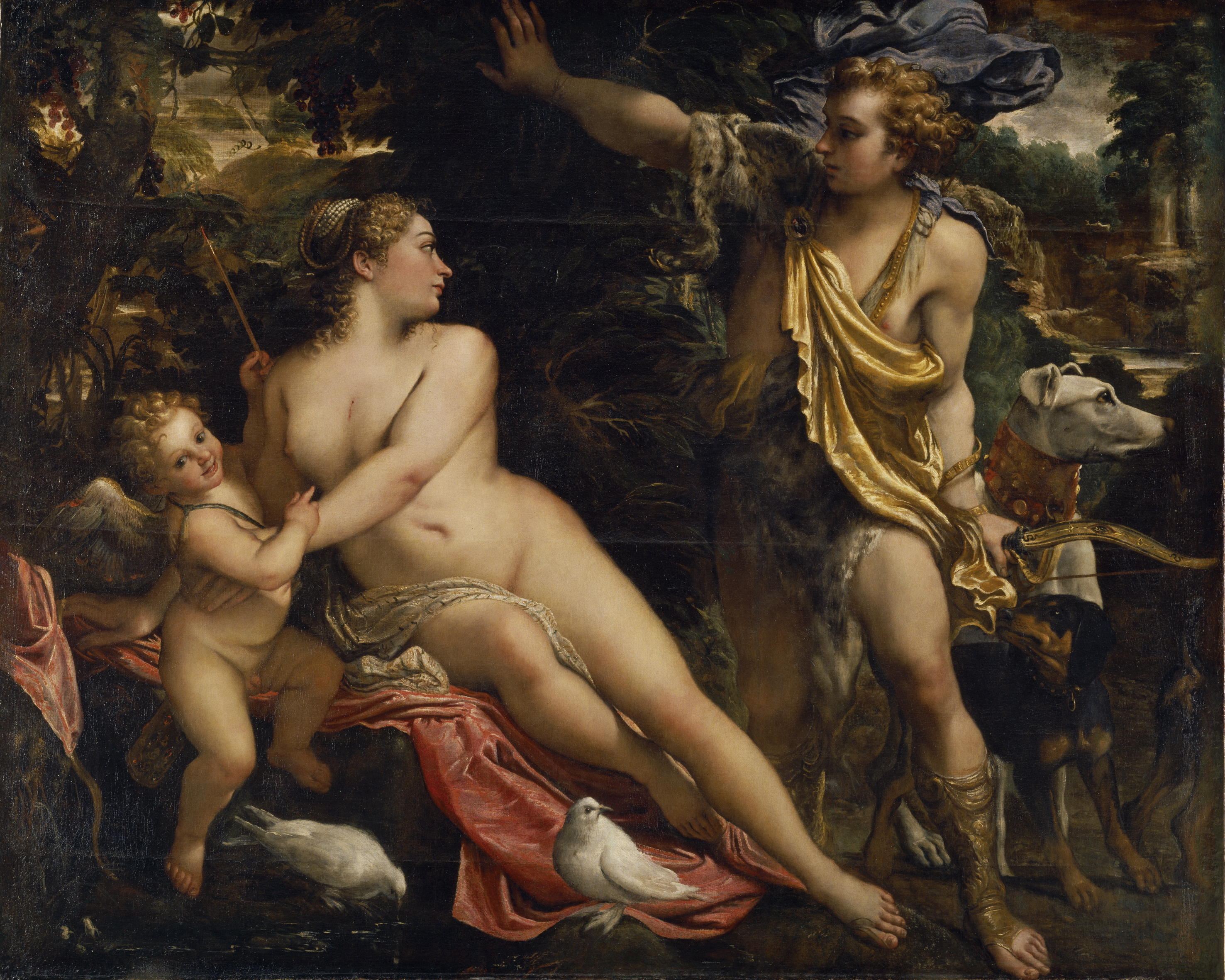
Venus, Adonis y Cupido, de Annibale Carracci (1595).
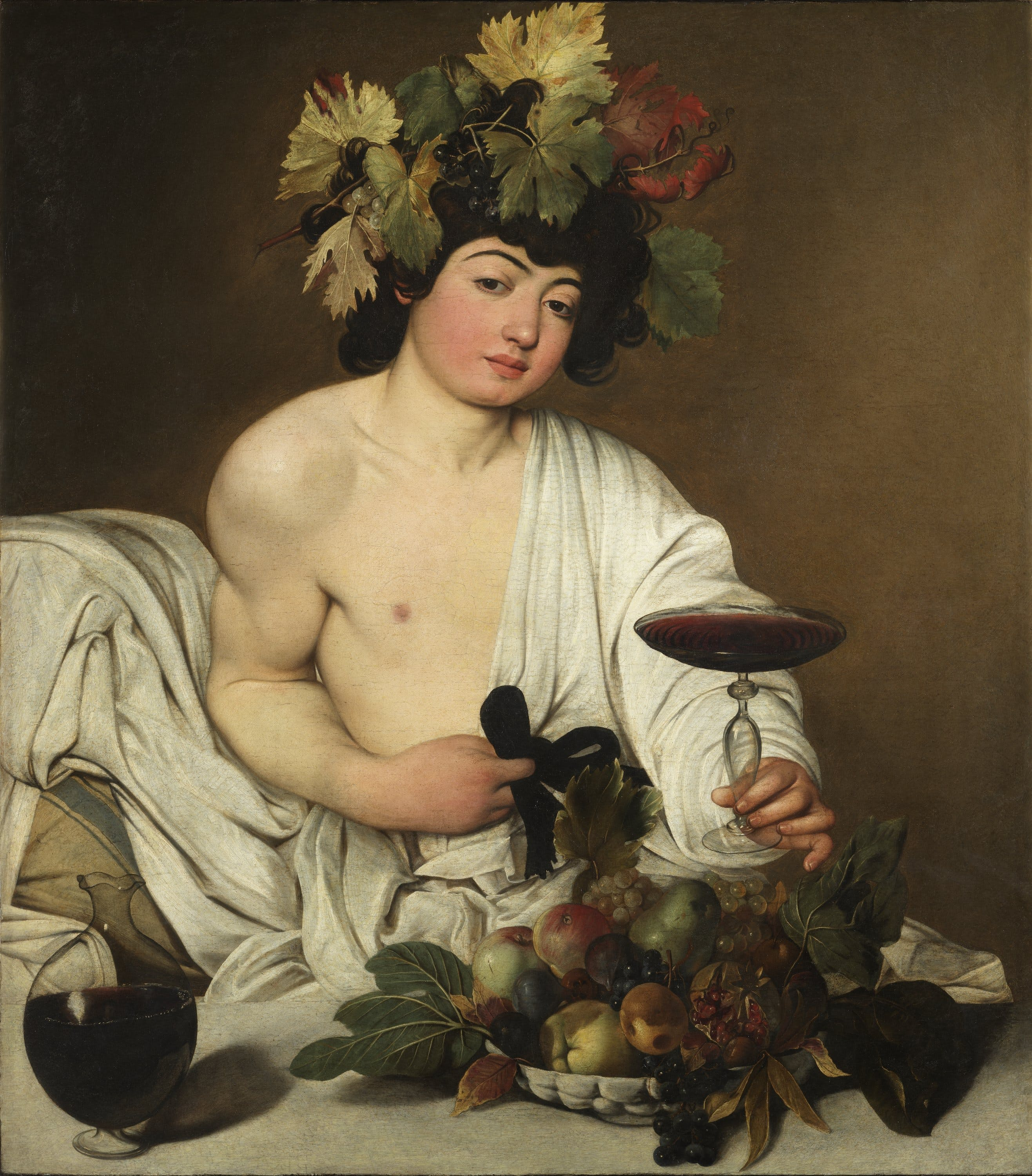
Baco, de Caravaggio (1595).
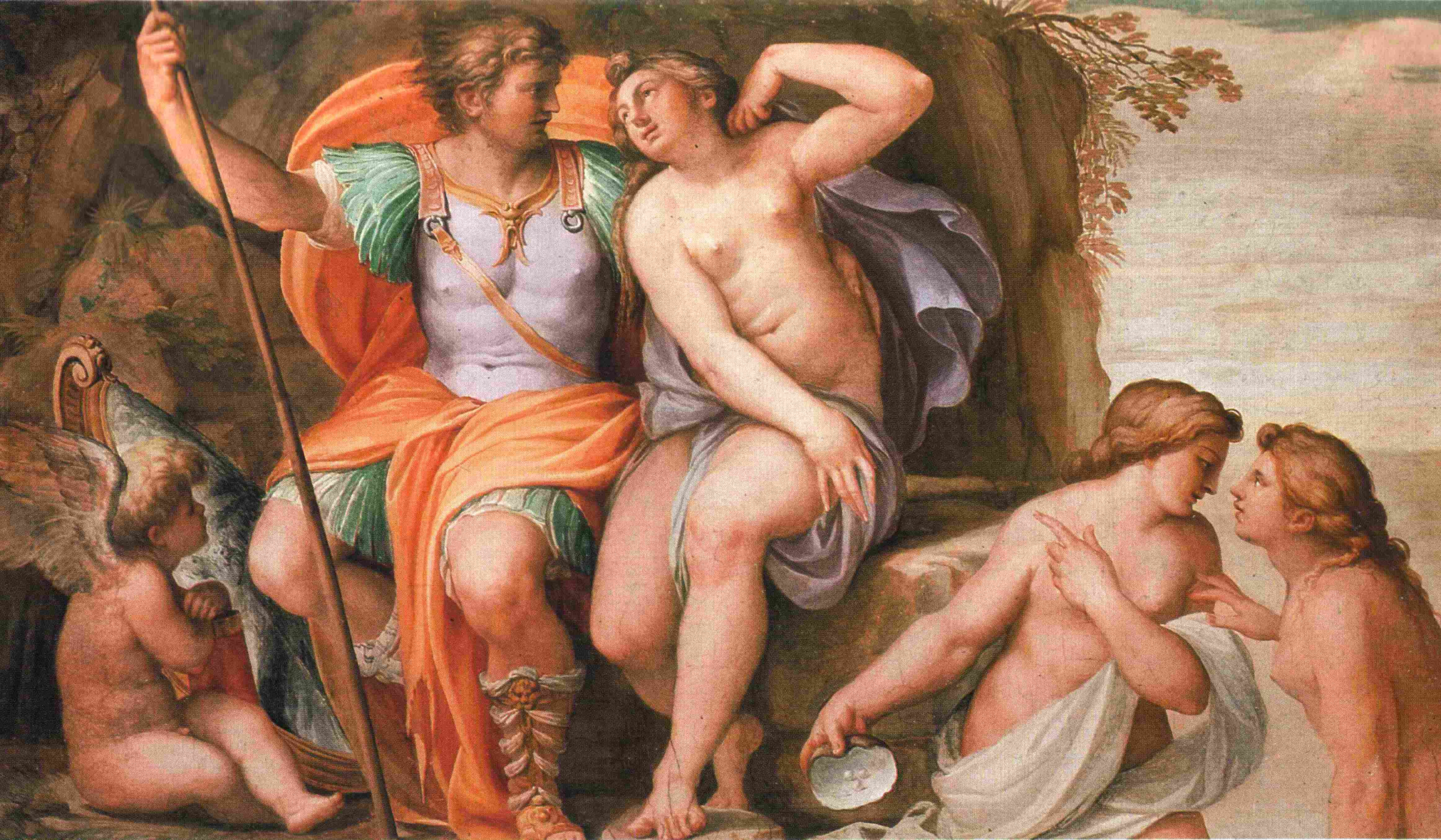
Venus y Marte, de Agostino Carraci (1600).
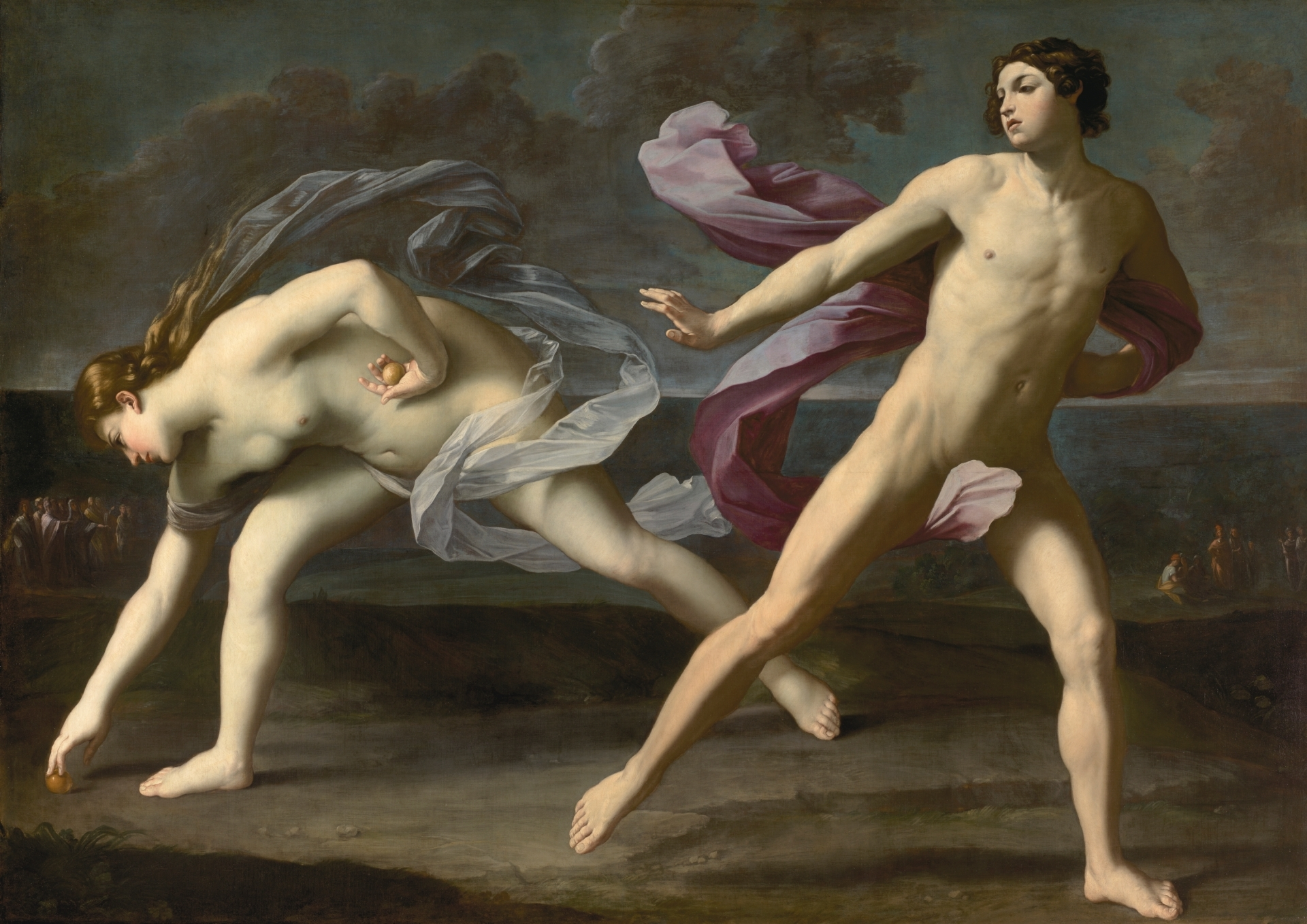
Hipómenes y Atalanta, de Guido Reni (1618).

La difusión del Renacimiento por toda Europa fue también la de los temas mitológicos, visibles en Alberto Durero, Jan Gossaert, Jan van Scorel, Adam Elsheimer o Karel van Mander ("el Vasari del Norte"); llegando a su culminación en el barroco flamenco de Peter Paul Rubens o Jacob Jordaens. Los grandes maestros holandeses no fueron tan destacados en este género, siendo sólo tratado por los representantes menores de esta escuela.

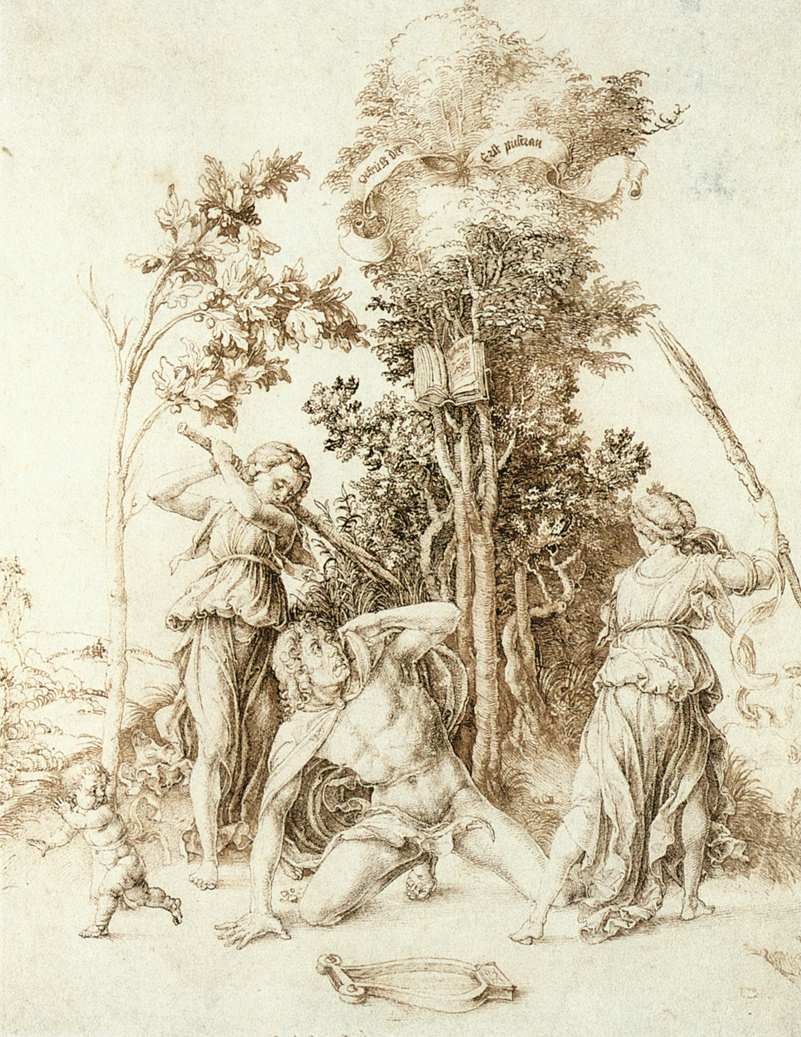
La muerte de Orfeo, de Durero (1494).
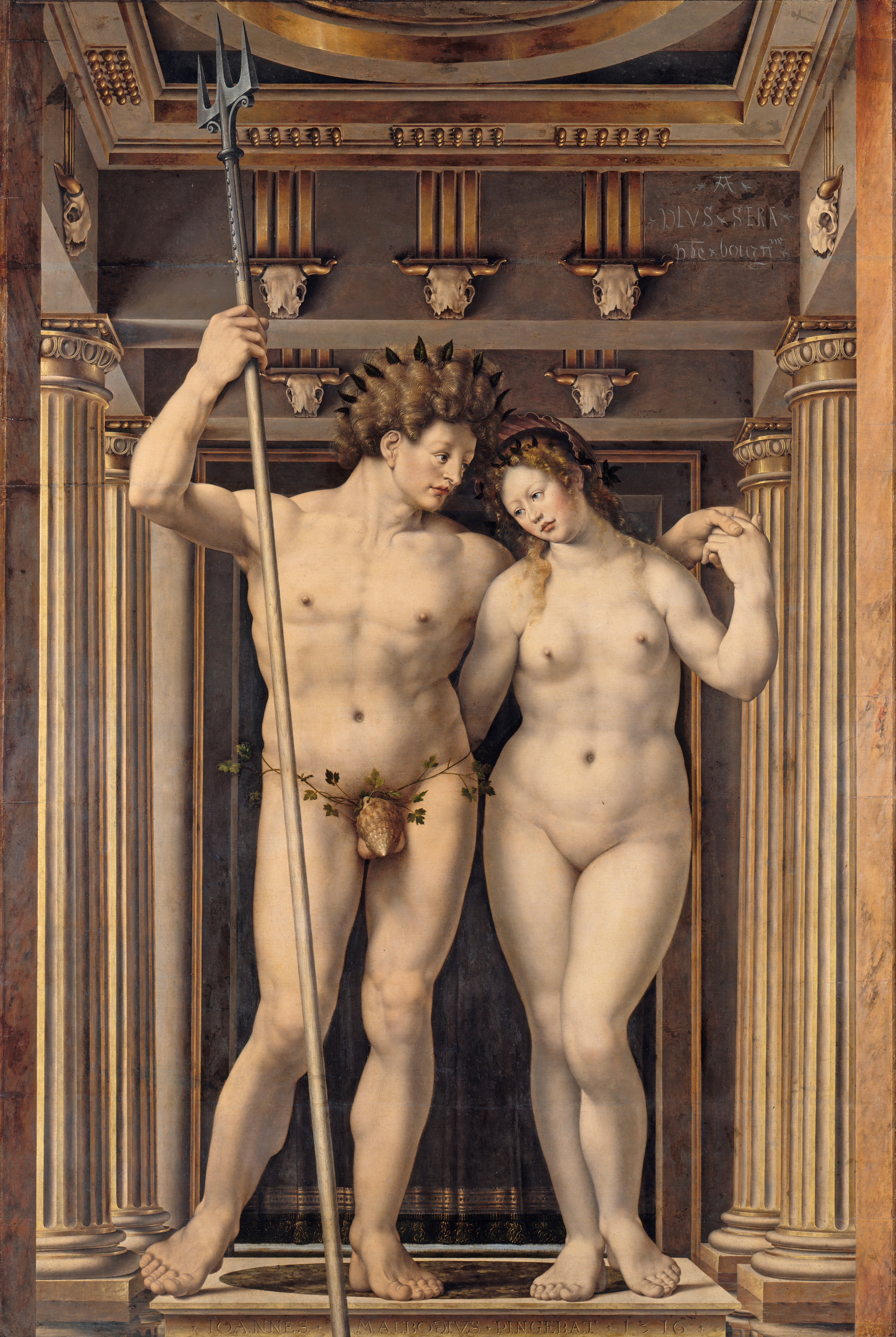
Neptuno y Anfitrite, de Gossaert (1516).
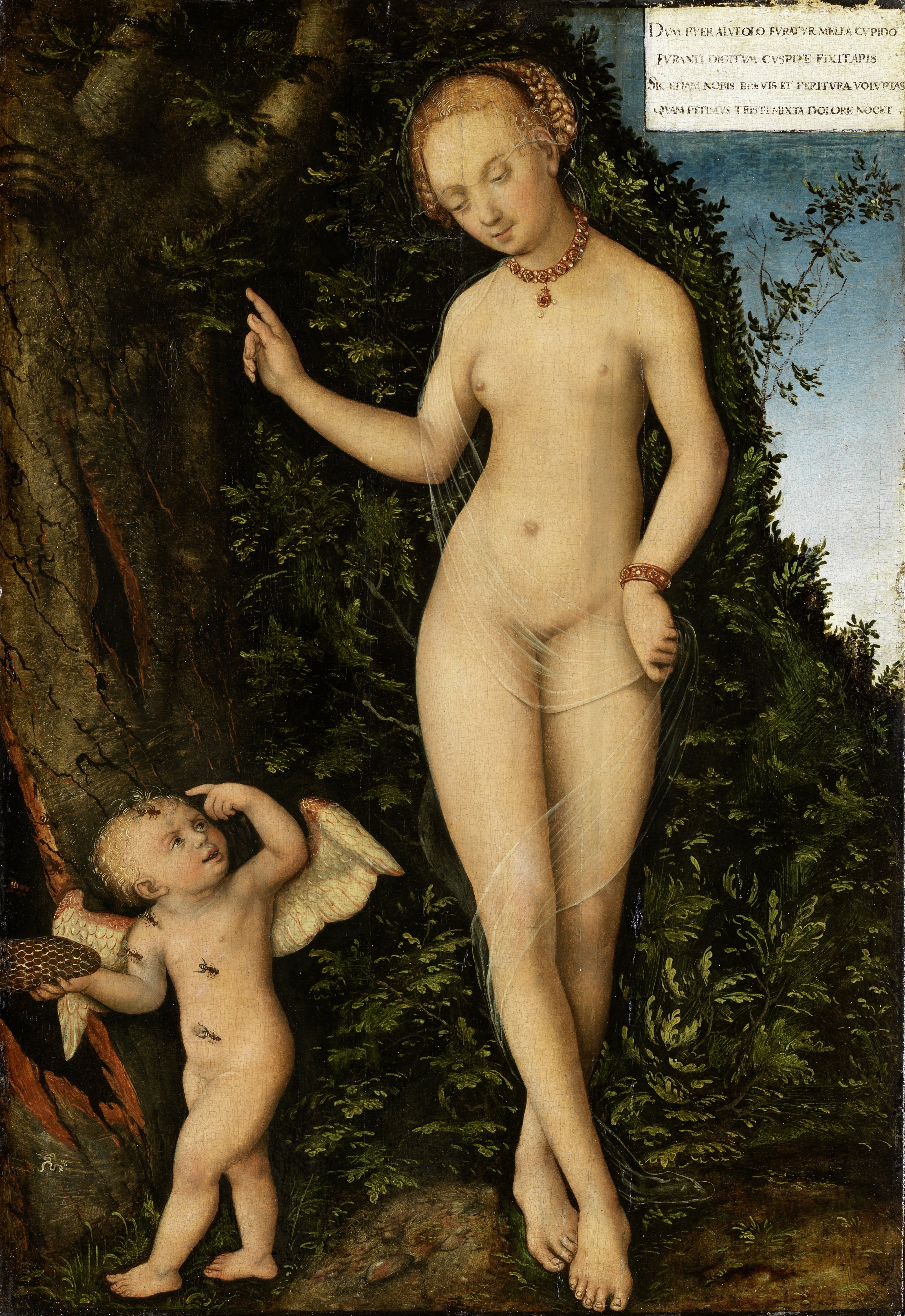
Venus y Cupido, de Lucas Cranach el Viejo (1537).
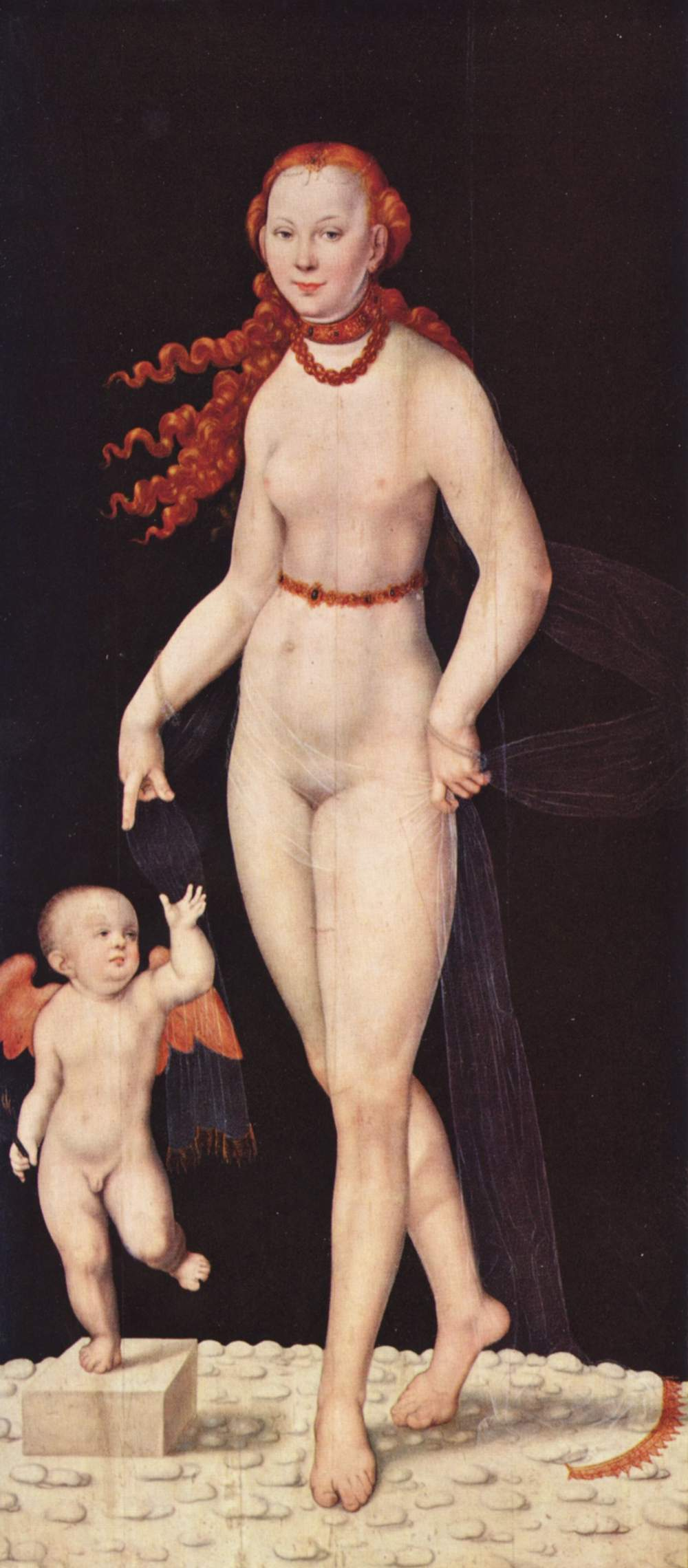
Venus y Cupido, de Lucas Cranach el Joven (ca. 1540).
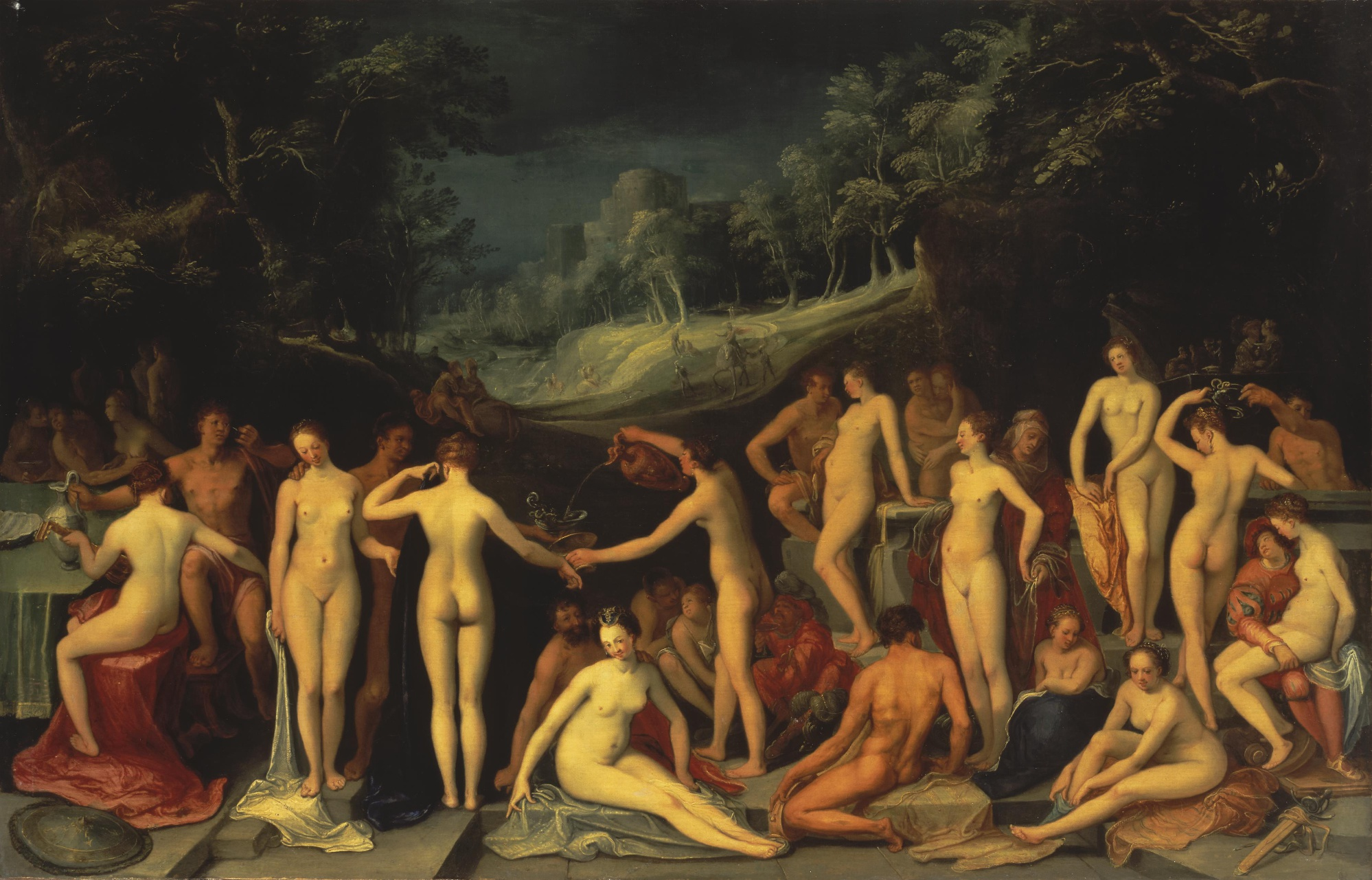
El jardín del amor, de Van Mander (1602).

El clasicismo francés, que pone su centro en Roma, fue representado por Nicolas Poussin (Céfalo y Aurora, 1630, Midas y Baco, 1629-1630, Selene y Endimión, ca. 1630, Ninfas y sátiros -múltiples versiones-, Et in Arcadia ego, 1637-1639).

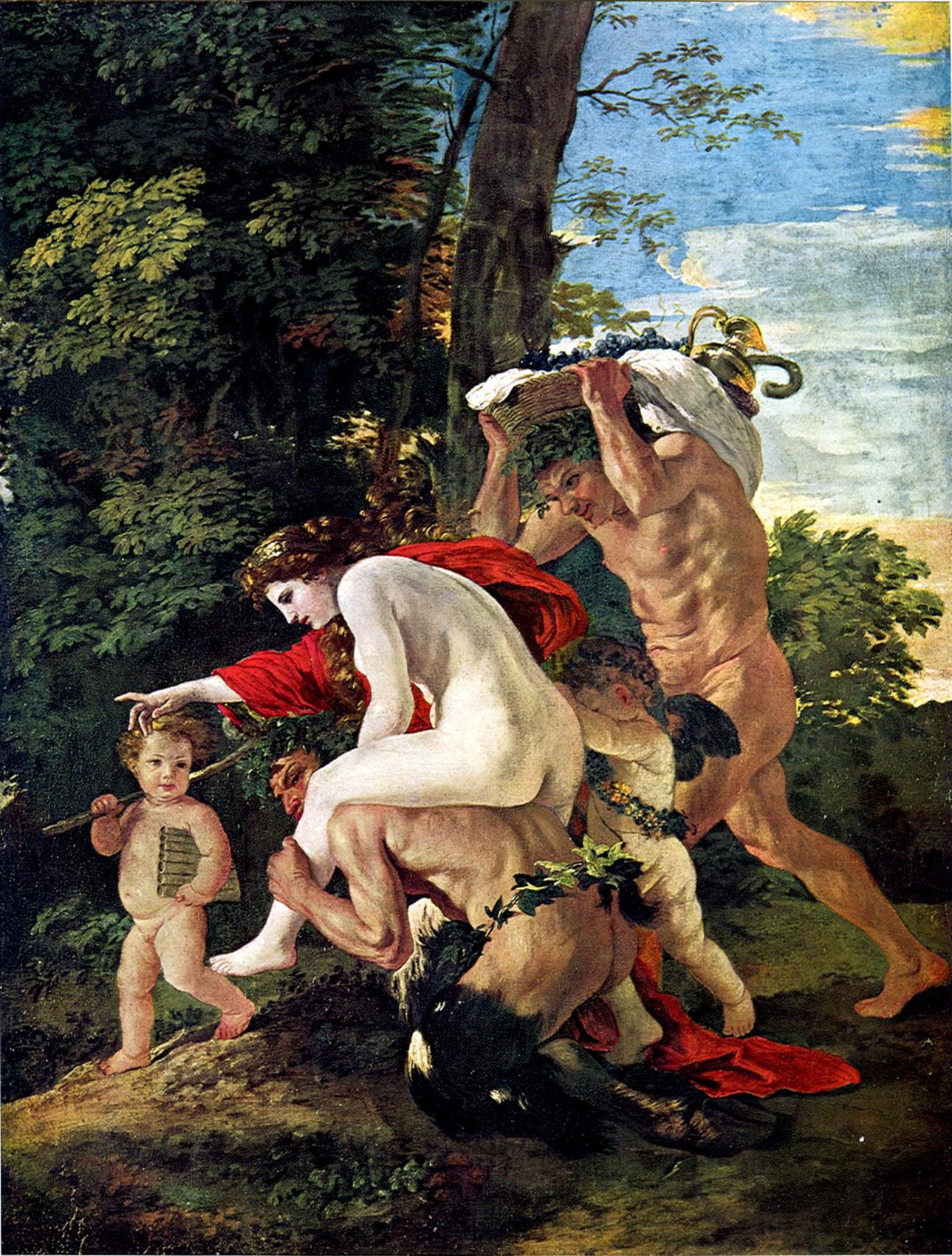
Ninfa y sátiros, de Poussin (1627).
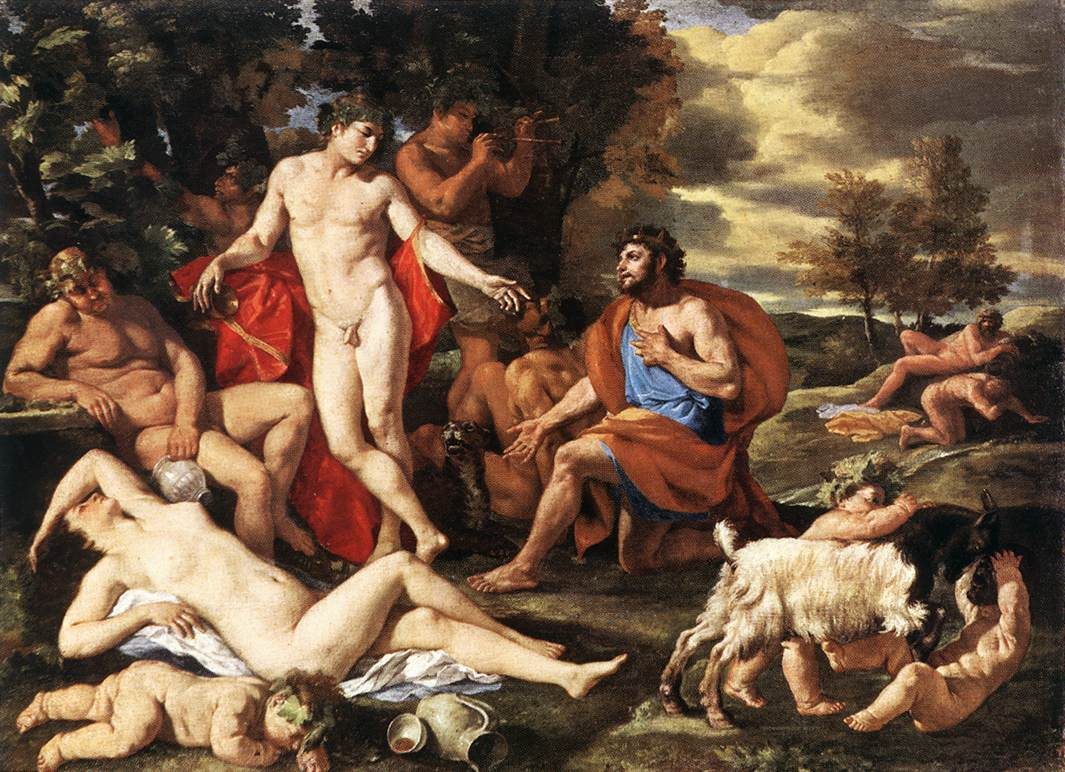
Midas y Baco, de Poussin
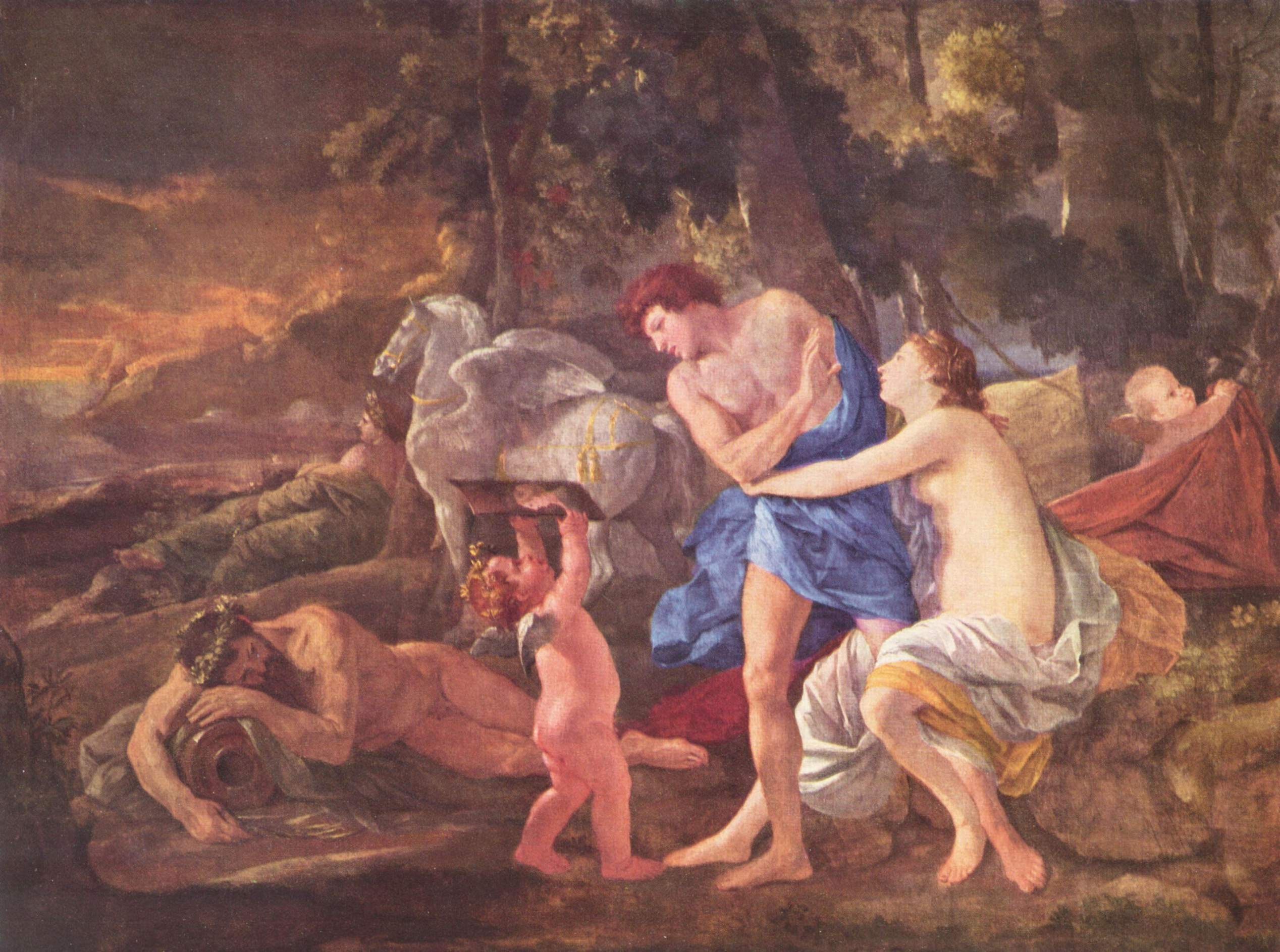
Céfalo y Aurora, de Poussin.
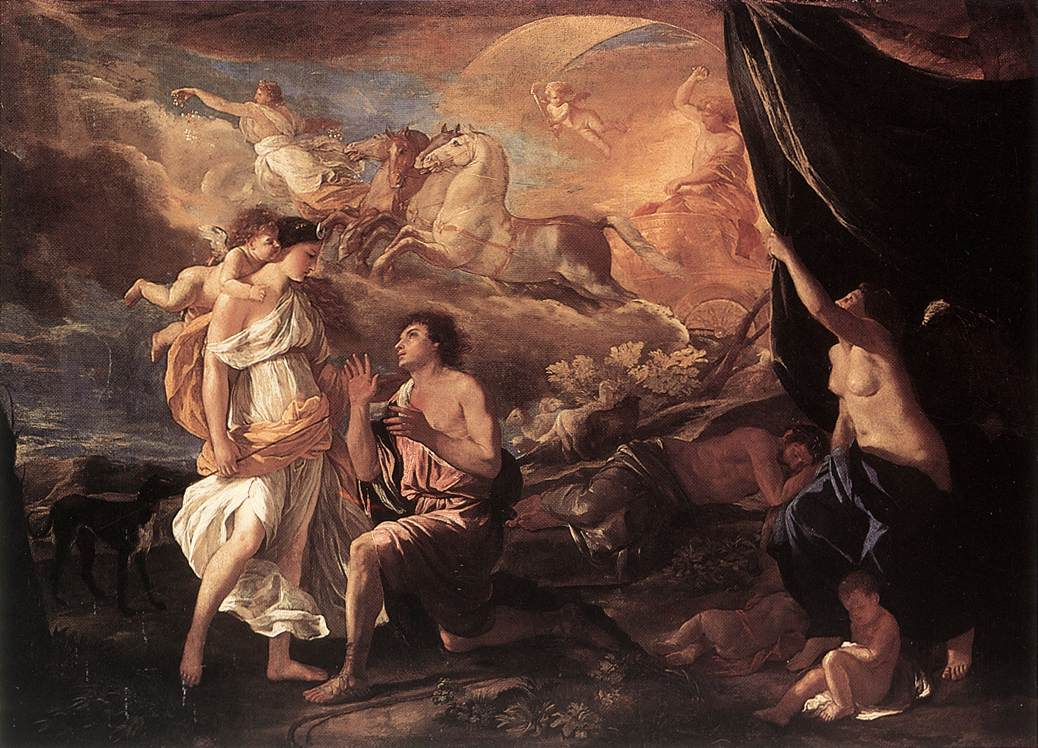
Selene y Endimión, de Poussin.
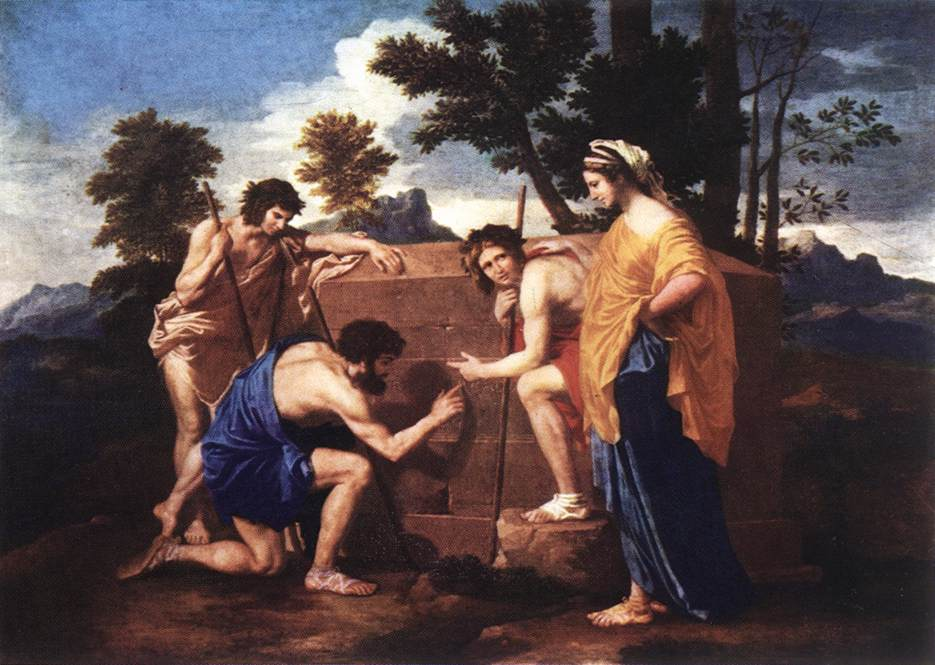
Et in Arcadia Ego, de Poussin.

En la escuela española, en cambio, las mitologías son raras hasta la llegada de El Greco (Laocoonte, 1610); y tuvo que ser Rubens quien animara a Velázquez a emprender su fructífera incursión en el género, que se realizó con criterios originalísimos (Los borrachos, La fragua de Vulcano, 1630, Venus del espejo, ca. 1648, La fábula de Aracne, ca. 1656).

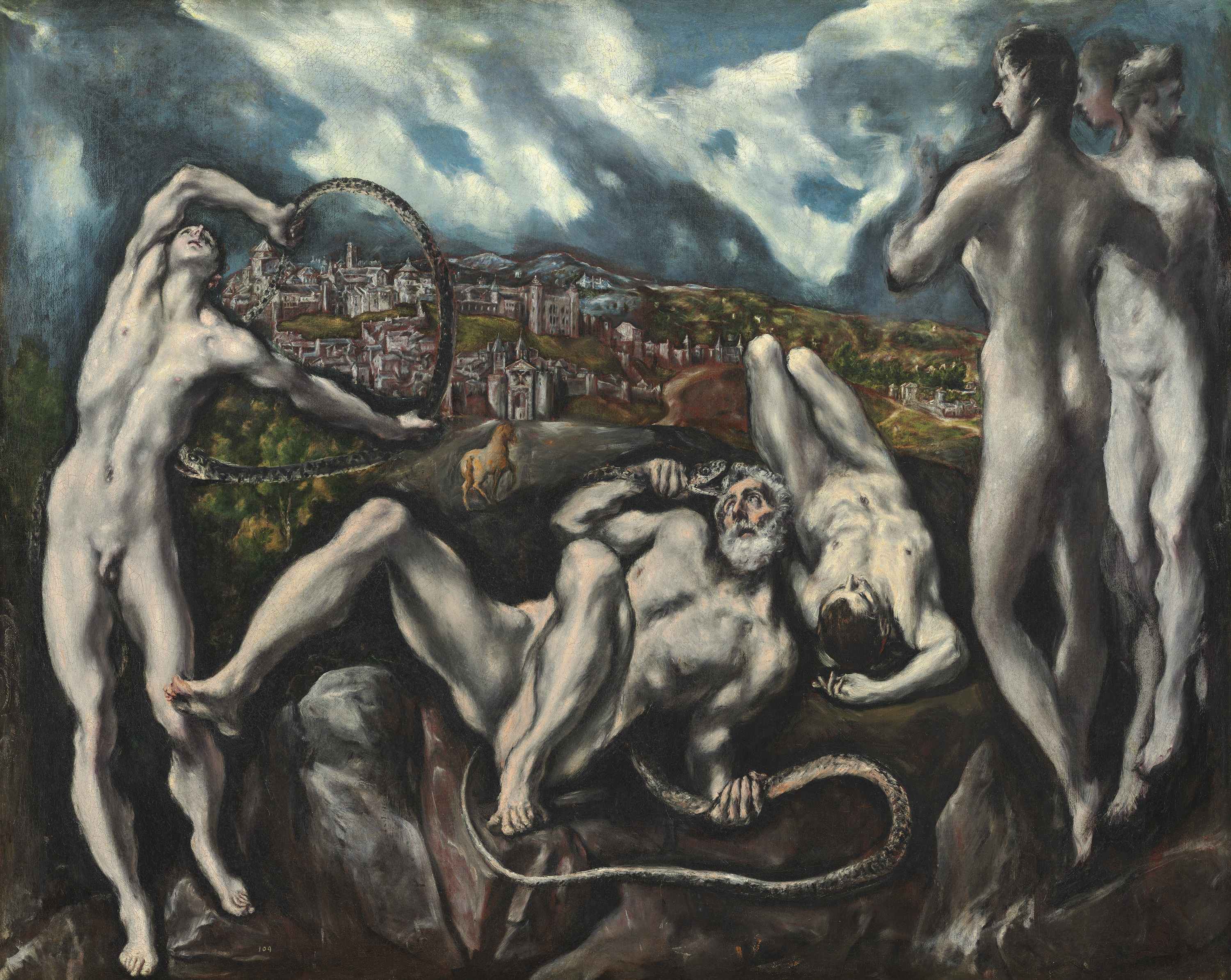
Laocoonte, de El Greco (1609).
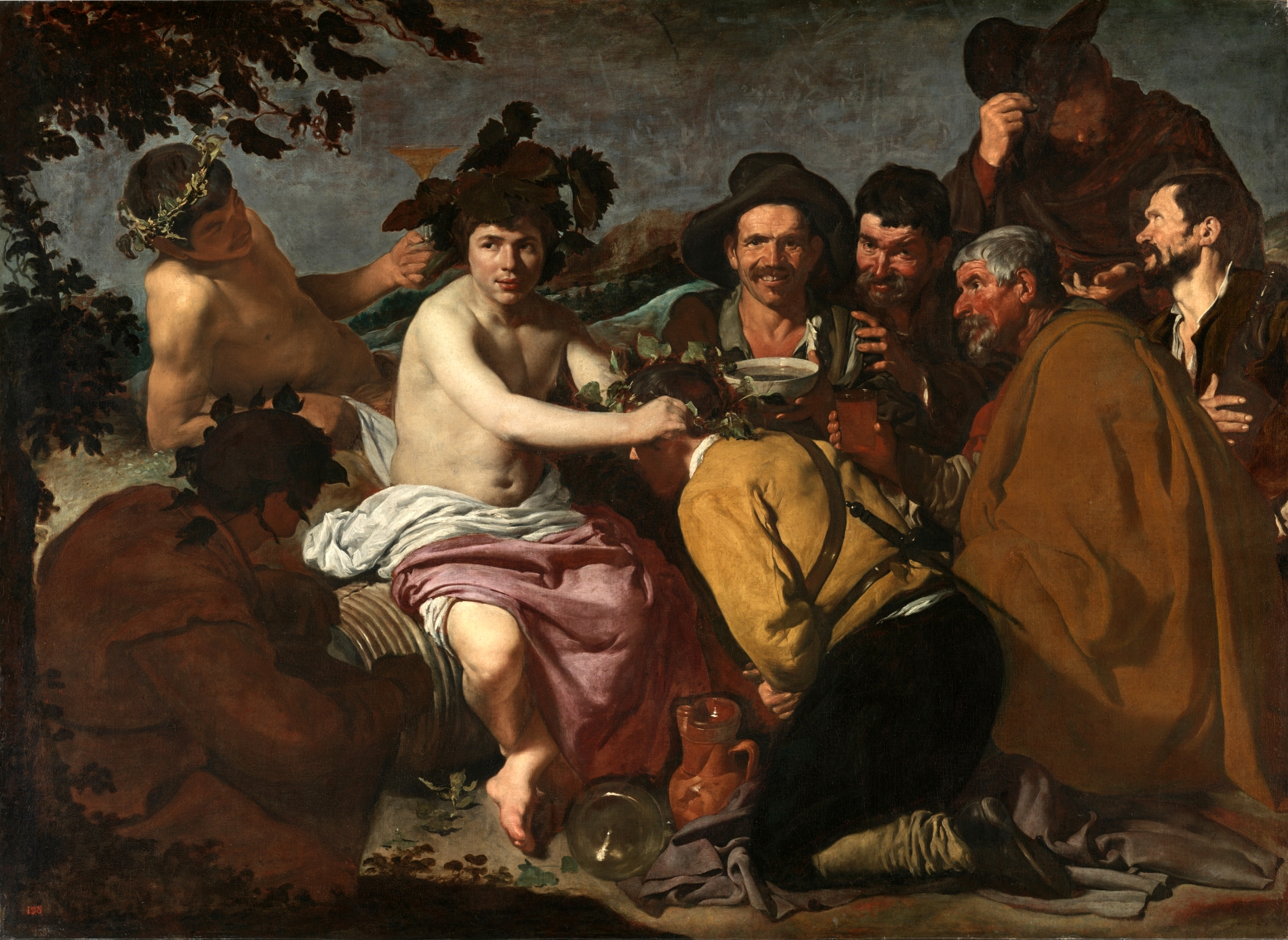
Los borrachos o El triunfo de Baco, de Velázquez.
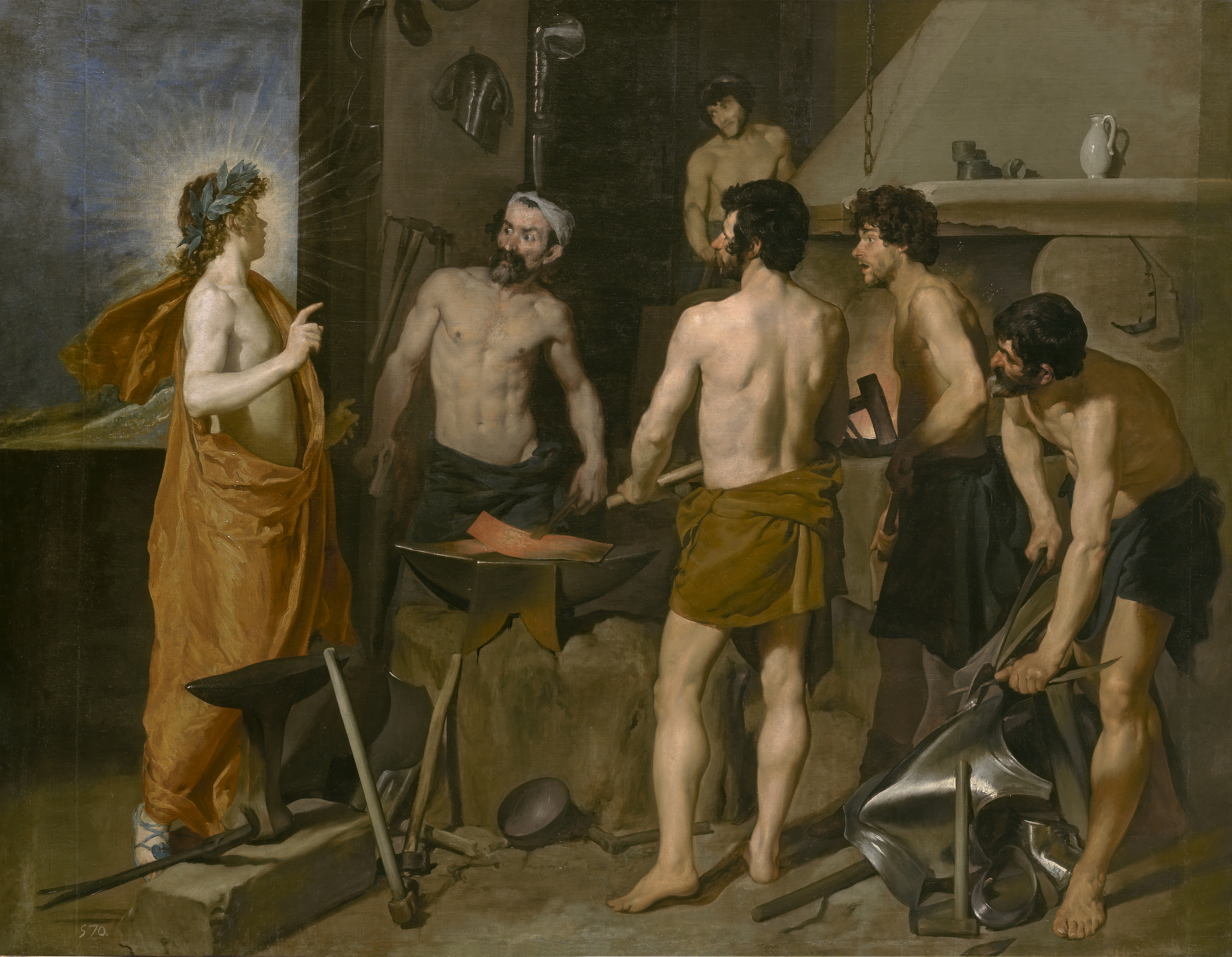
La fragua de Vulcano, de Velázquez.
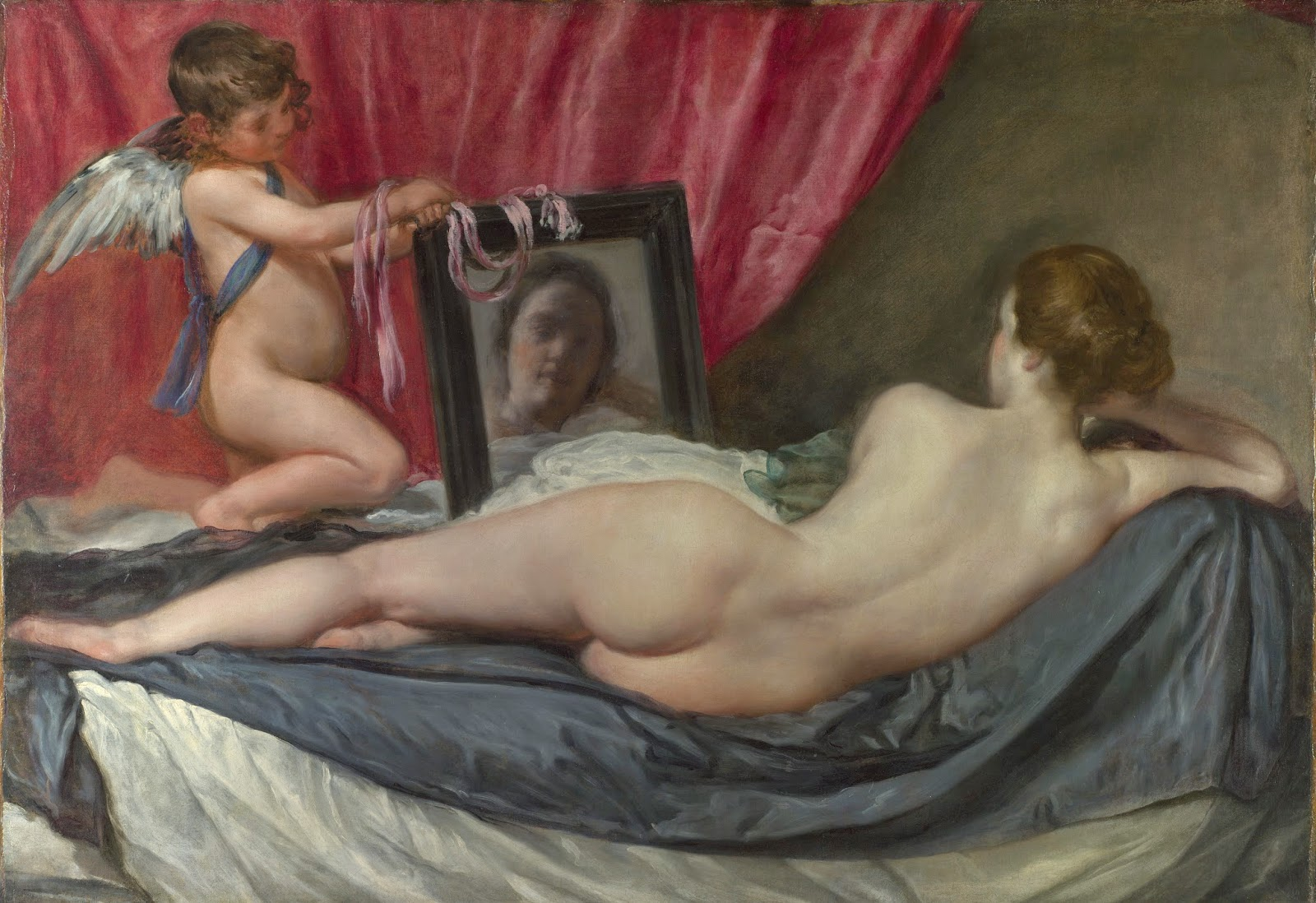
Venus del espejo, de Velázquez.
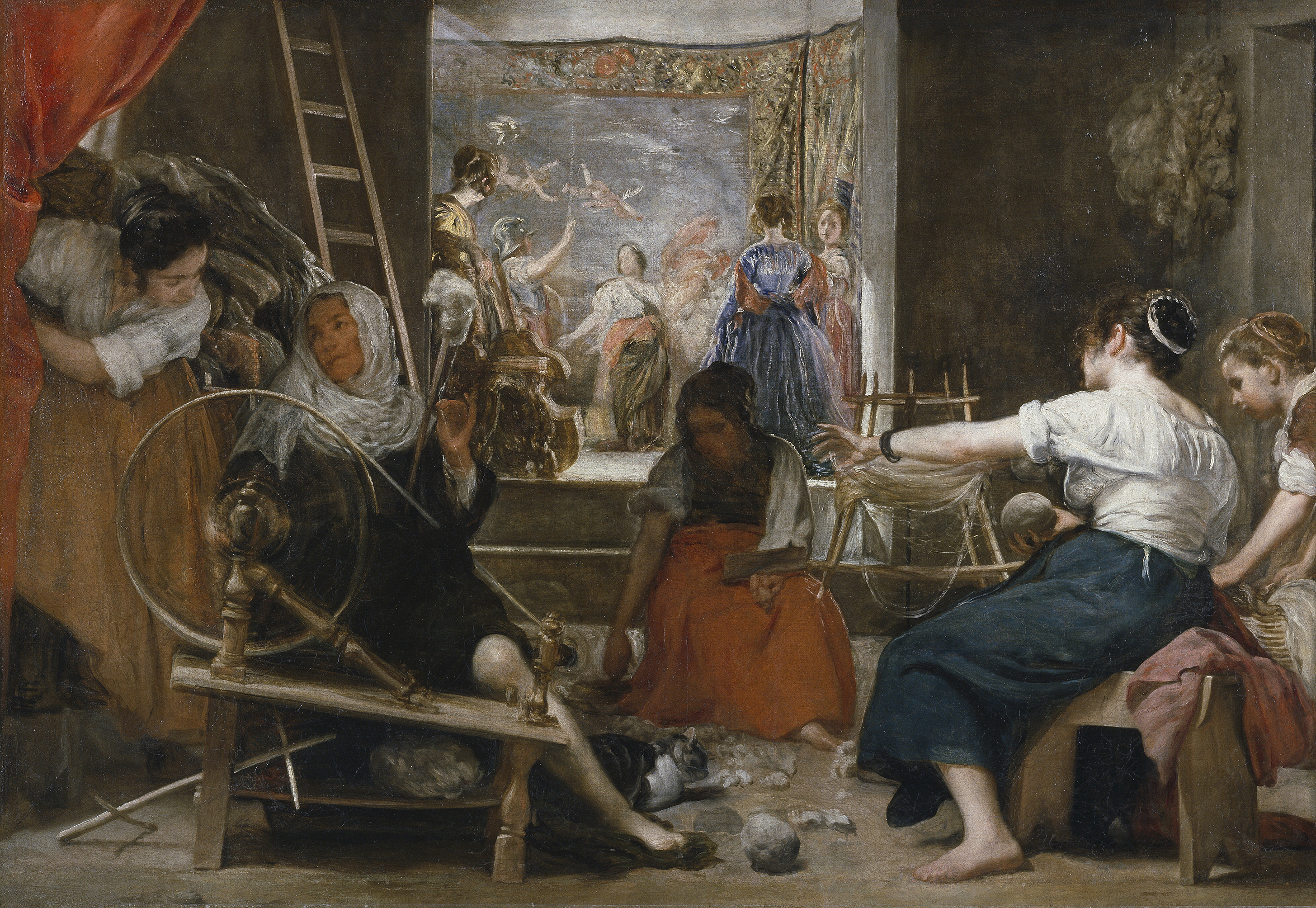
Las Hilanderas o La fábula de Aracne, de Velázquez.

## Neoclasicismo y Edad Contemporánea
El Neoclasicismo del siglo XVIII revitalizó su conexión con la Antigüedad por el descubrimiento de Pompeya. Gran difusión alcanzaron los grabados de John Flaxman (ilustraciones de la Ilíada y la Odisea de 1793). François Boucher, inicialmente rococó, trata temas mitológicos bajo las convenciones del academicismo al final de su carrera (El Triunfo de Venus, 1740, Descanso de Diana, 1742, Leda y el cisne, 1742).

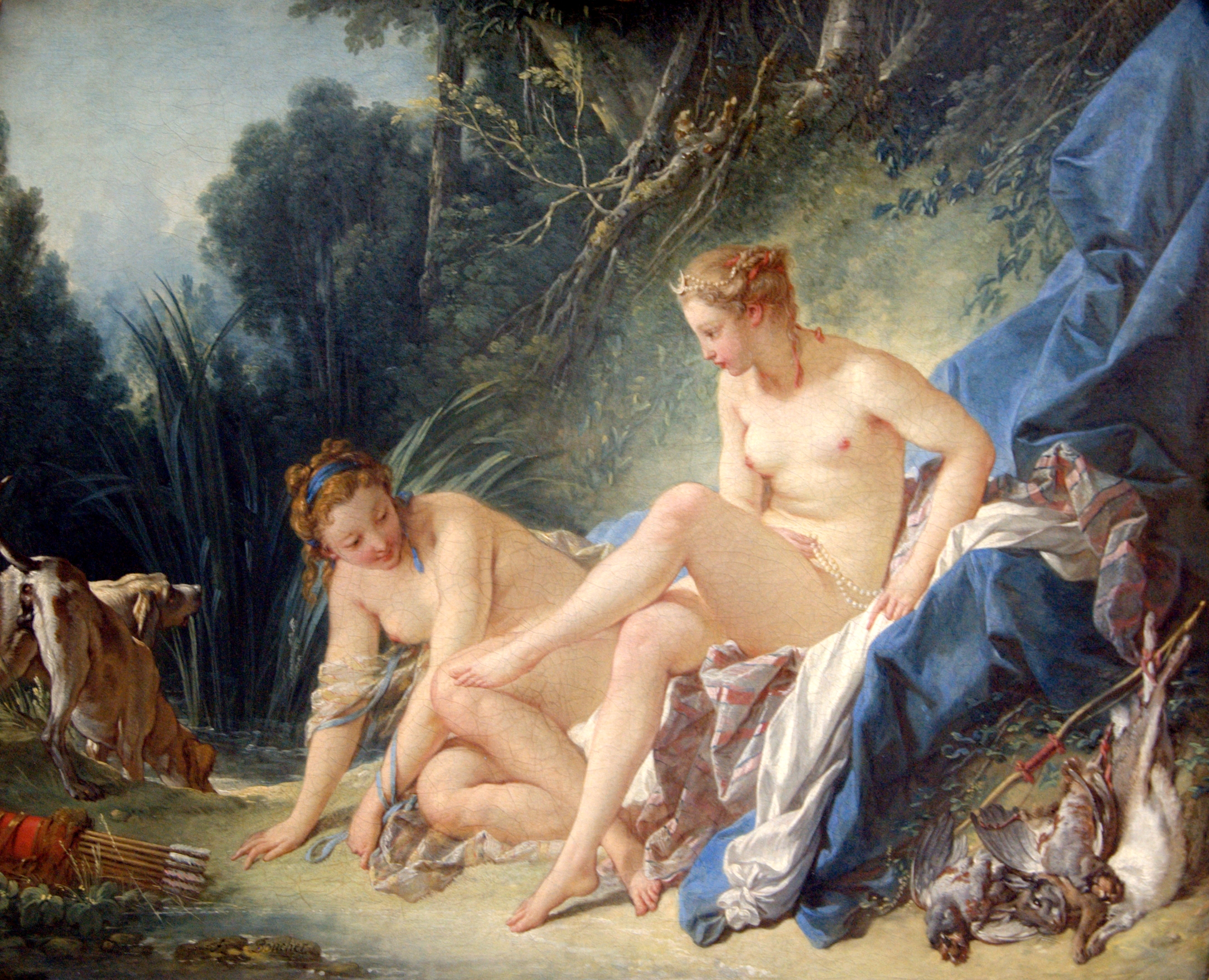
Diana saliendo del baño, de Boucher.
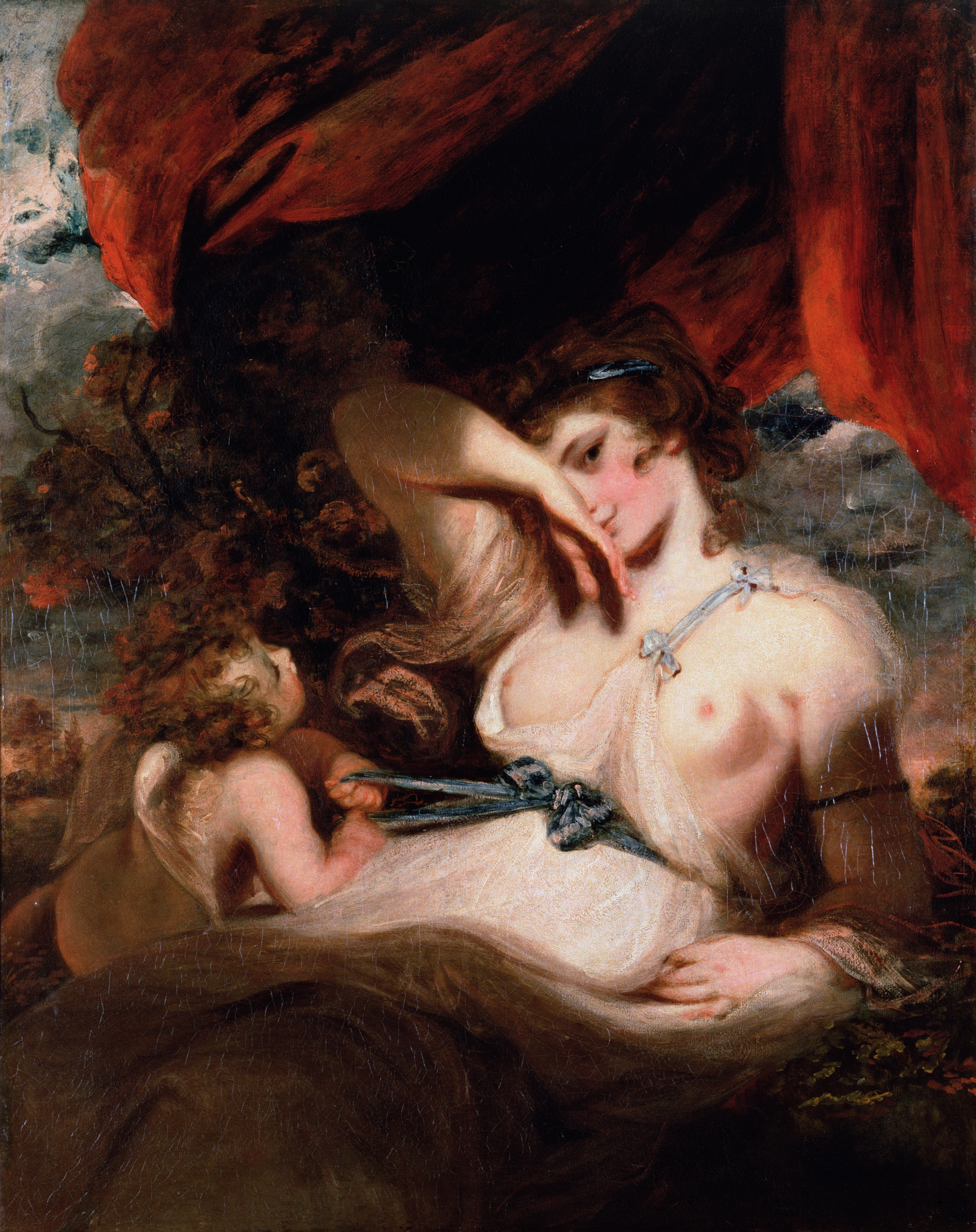
Cupido desatando el cinturón de Venus, de Reynolds.
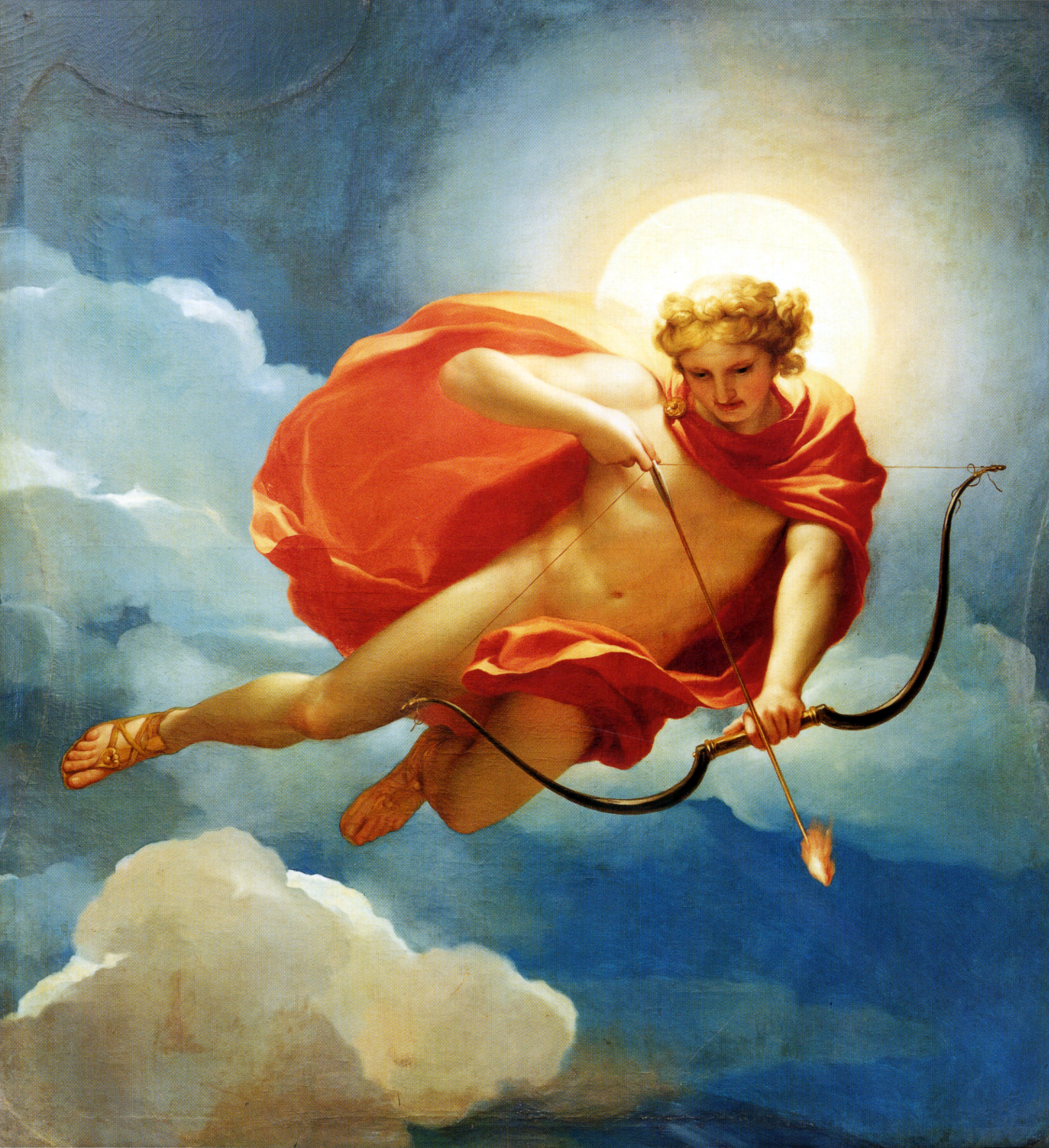
Helios como representación del mediodía, de Mengs.
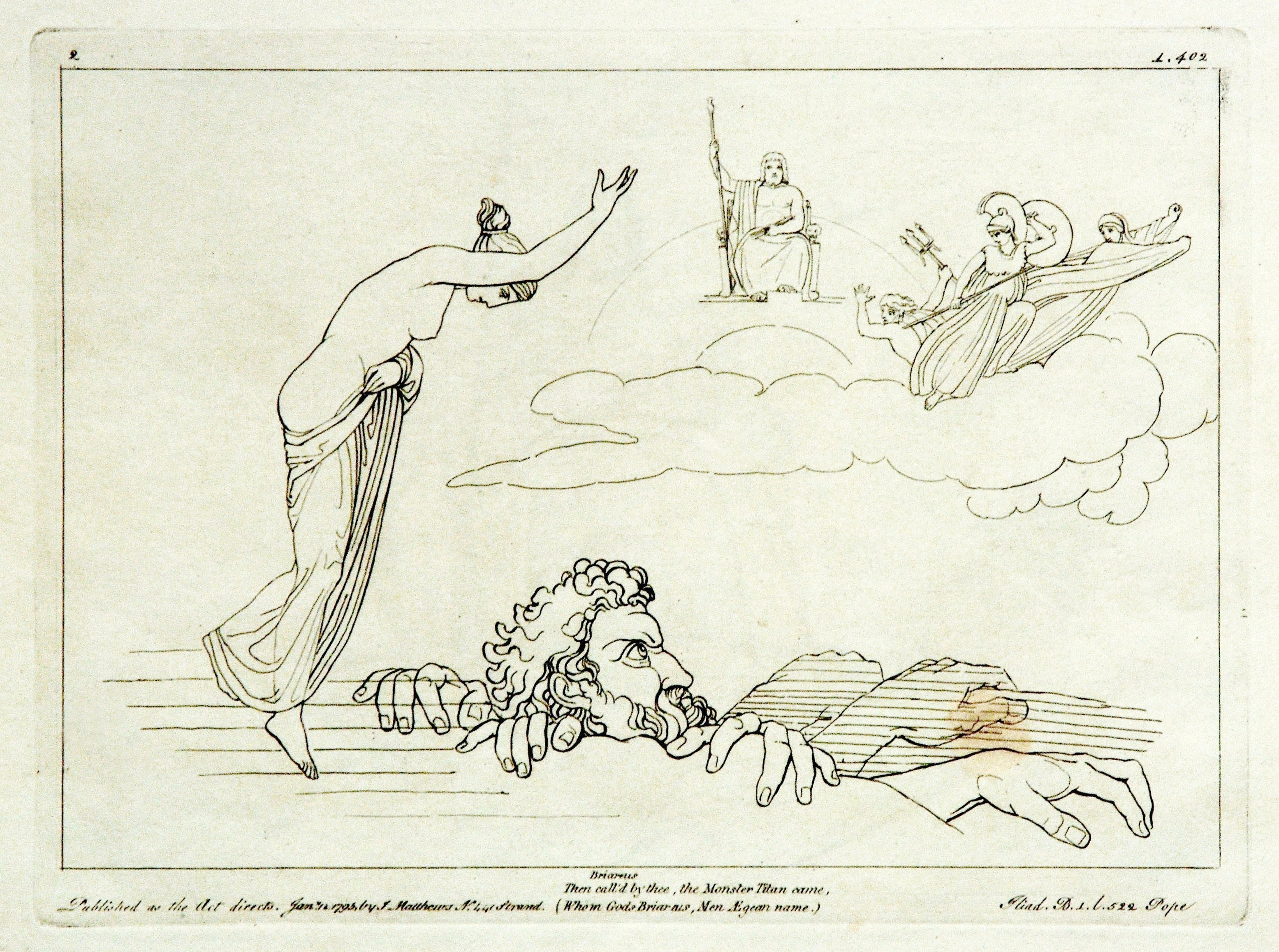
Ilustración para la Ilíada, de Flaxman.
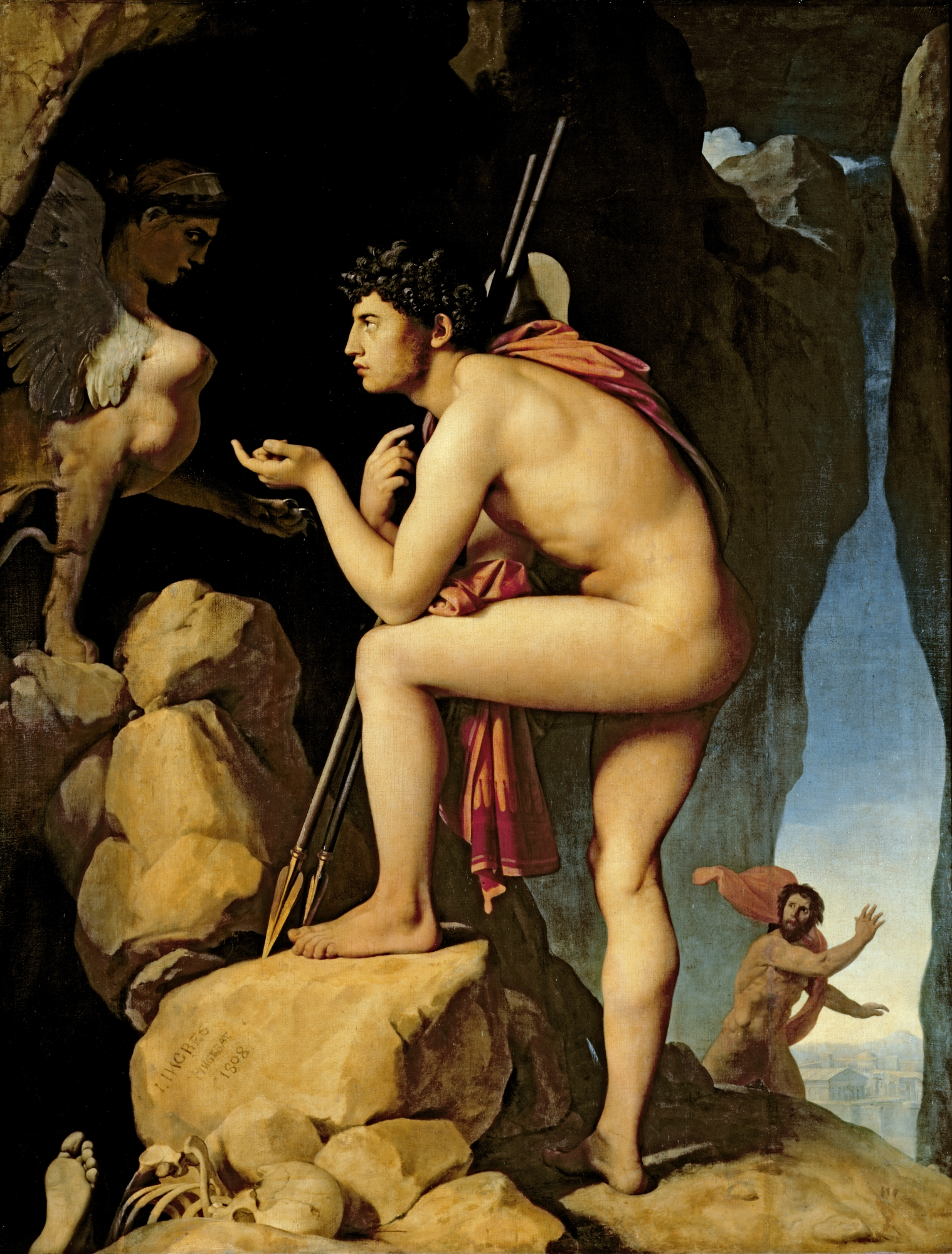
Edipo y Esfinge, de Ingres (1808).

Abriendo la pintura de la Edad Contemporánea, Goya recurrió a la mitología en Saturno devorando a un hijo (1819-1823). En la pintura inglesa del XIX el género fue tratado por Walter Crane (La caja de Pandora, Belerofonte y Pegaso) y algunos prerrafaelitas, como Dante Gabriel Rossetti, John William Waterhouse o Edward Burne-Jones.

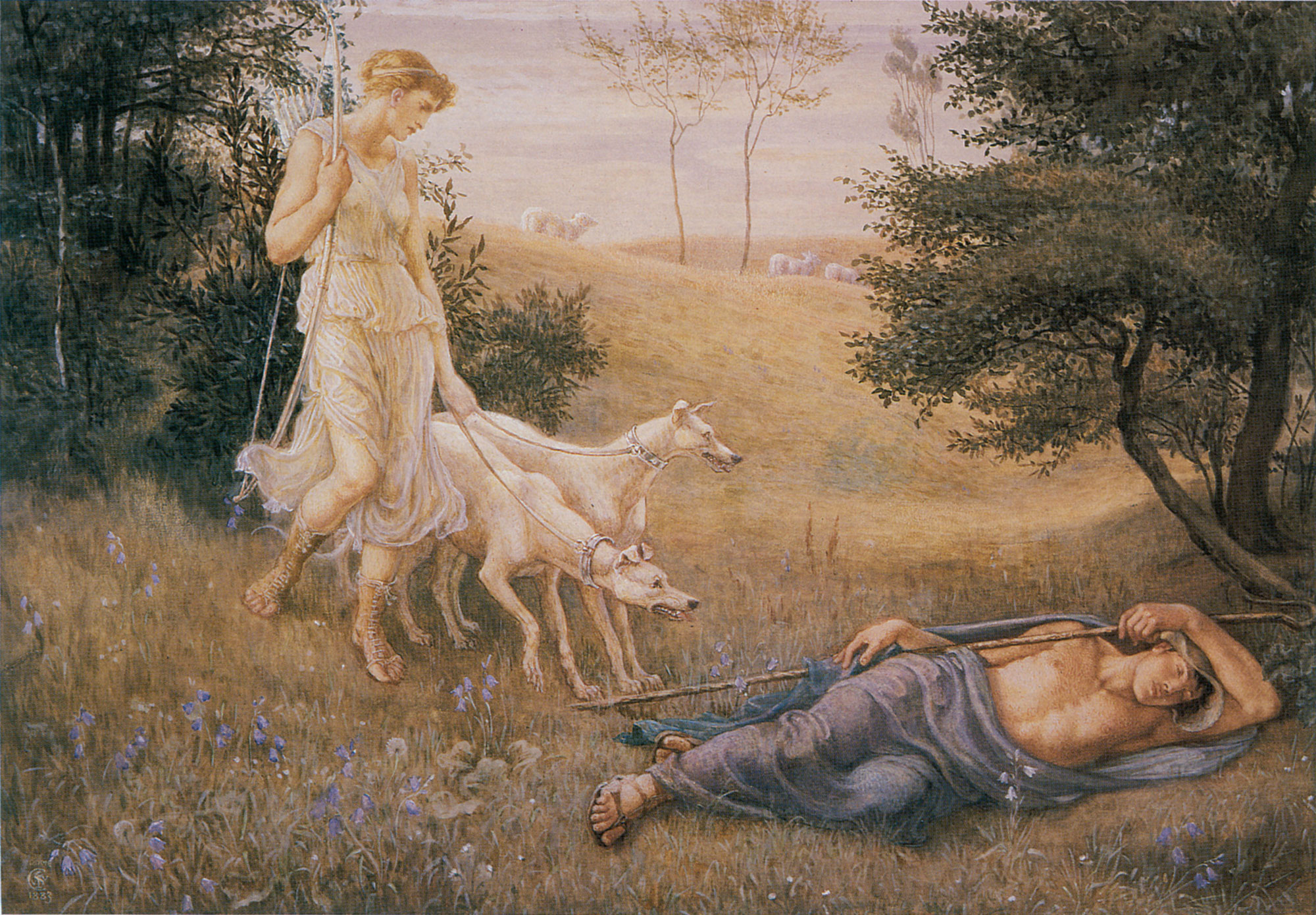
Diana y Endimión, de Crane.
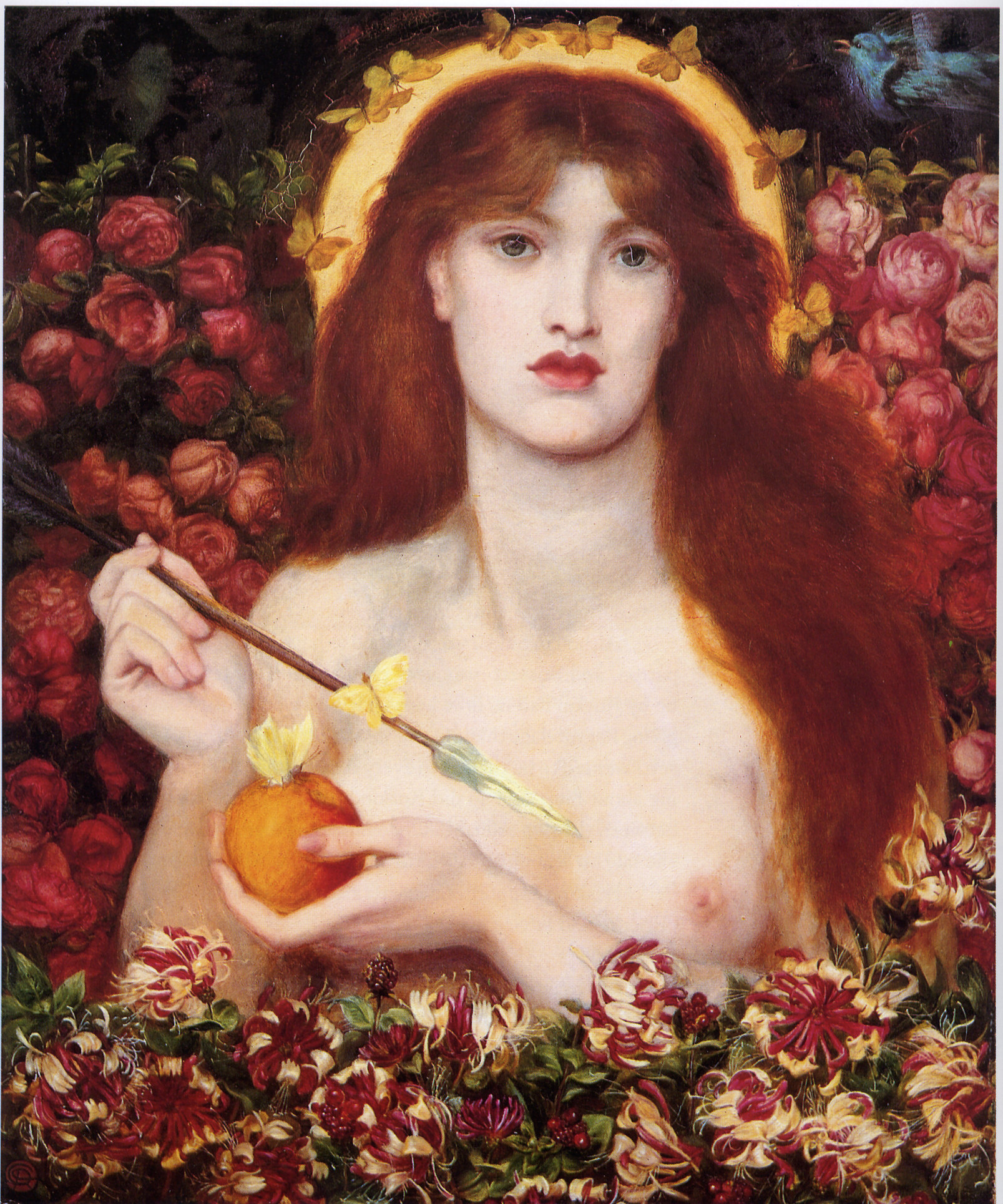
Venus Verticordia, de Rosetti.
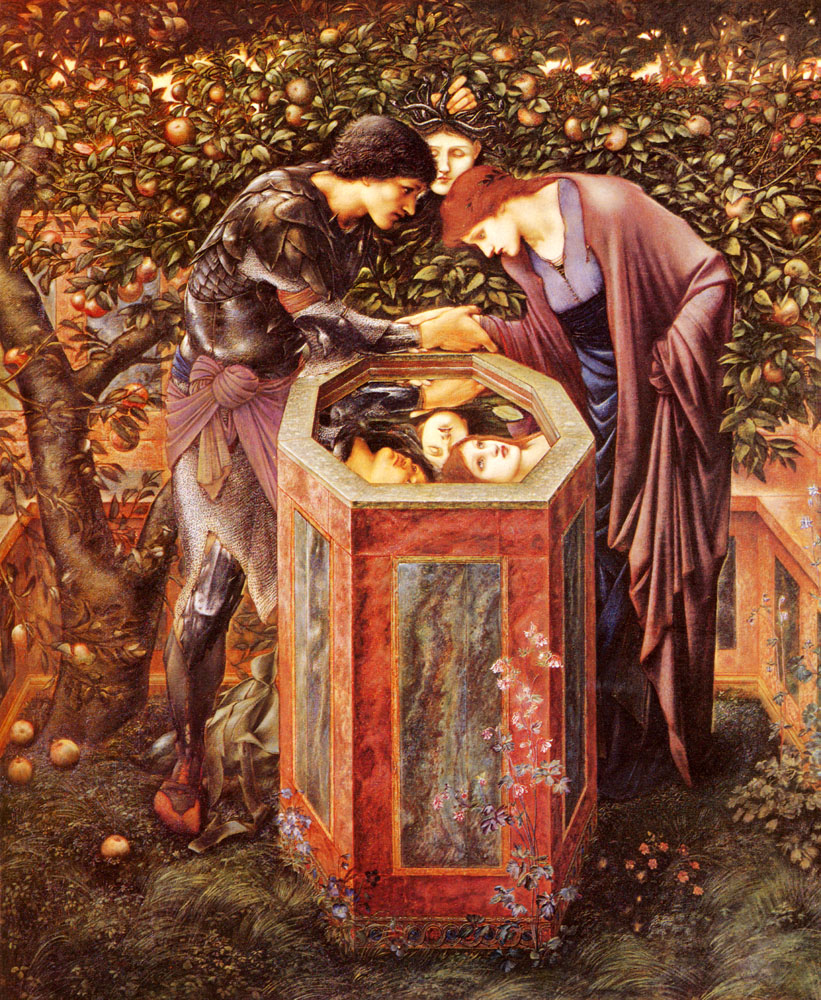
La cabeza de Perseo, de Burne-Jones.
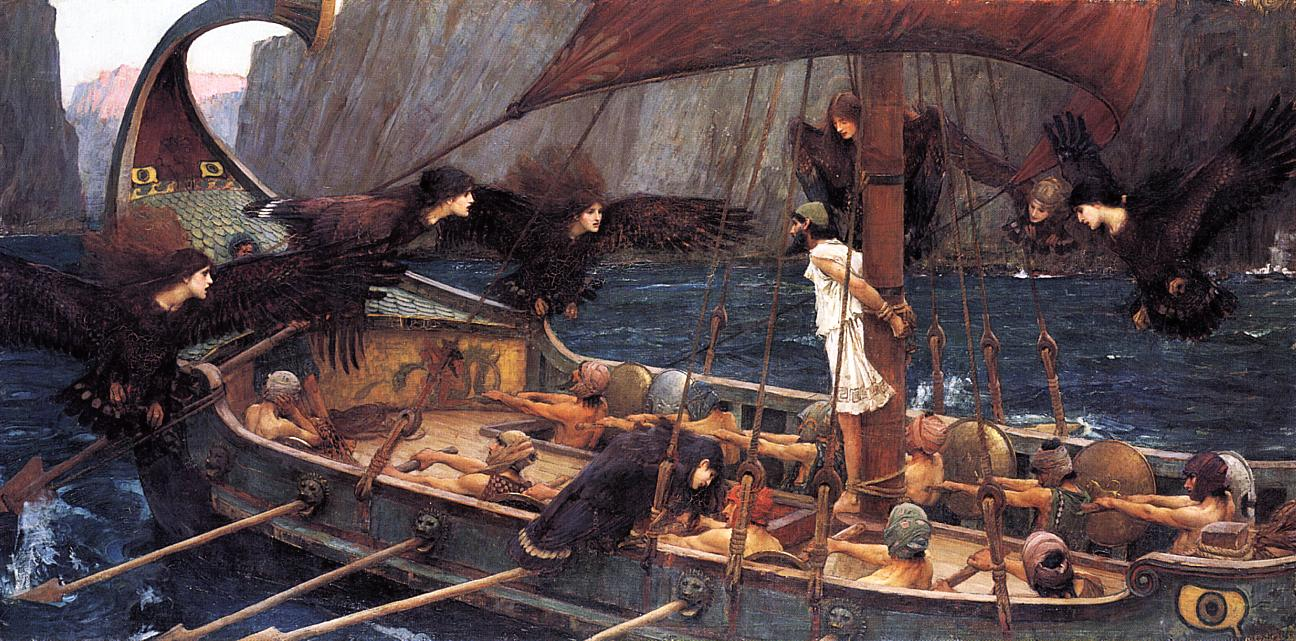
Ulises y las sirenas, de Waterhouse.

Los simbolistas franceses fueron particularmente propicios a temas mitológicos, como Odilon Redon (Nacimiento de Venus, ca. 1912); para Gustave Moreau son "pintura literaria" (Galatea). También los modernistas utilizaron sus posibilidades expresivas, como Gustav Klimt. Muchos de los artistas de movimientos de vanguardia visitaron el género: Picasso (Suite Vollard), Giorgio de Chirico (Héctor y Andrómaca, 1917).

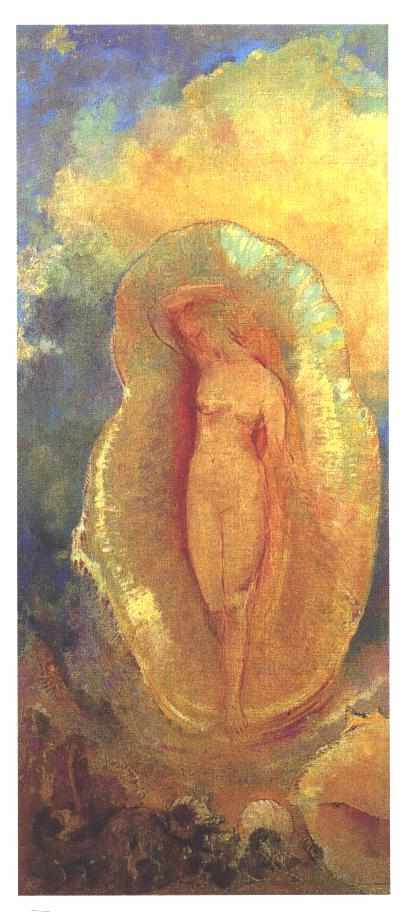
El nacimiento de Venus, de Redon.
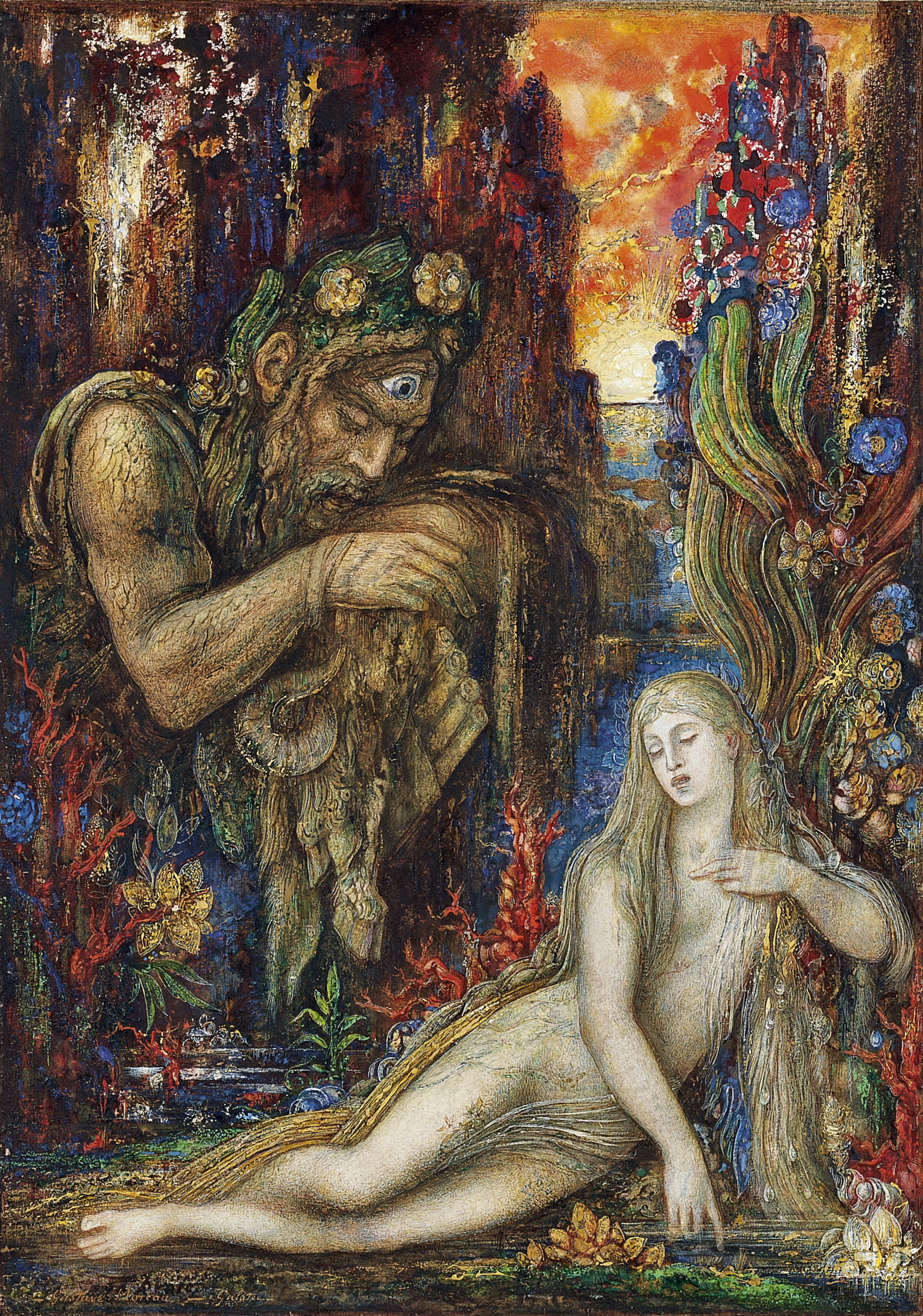
Galatea, de Moreau.
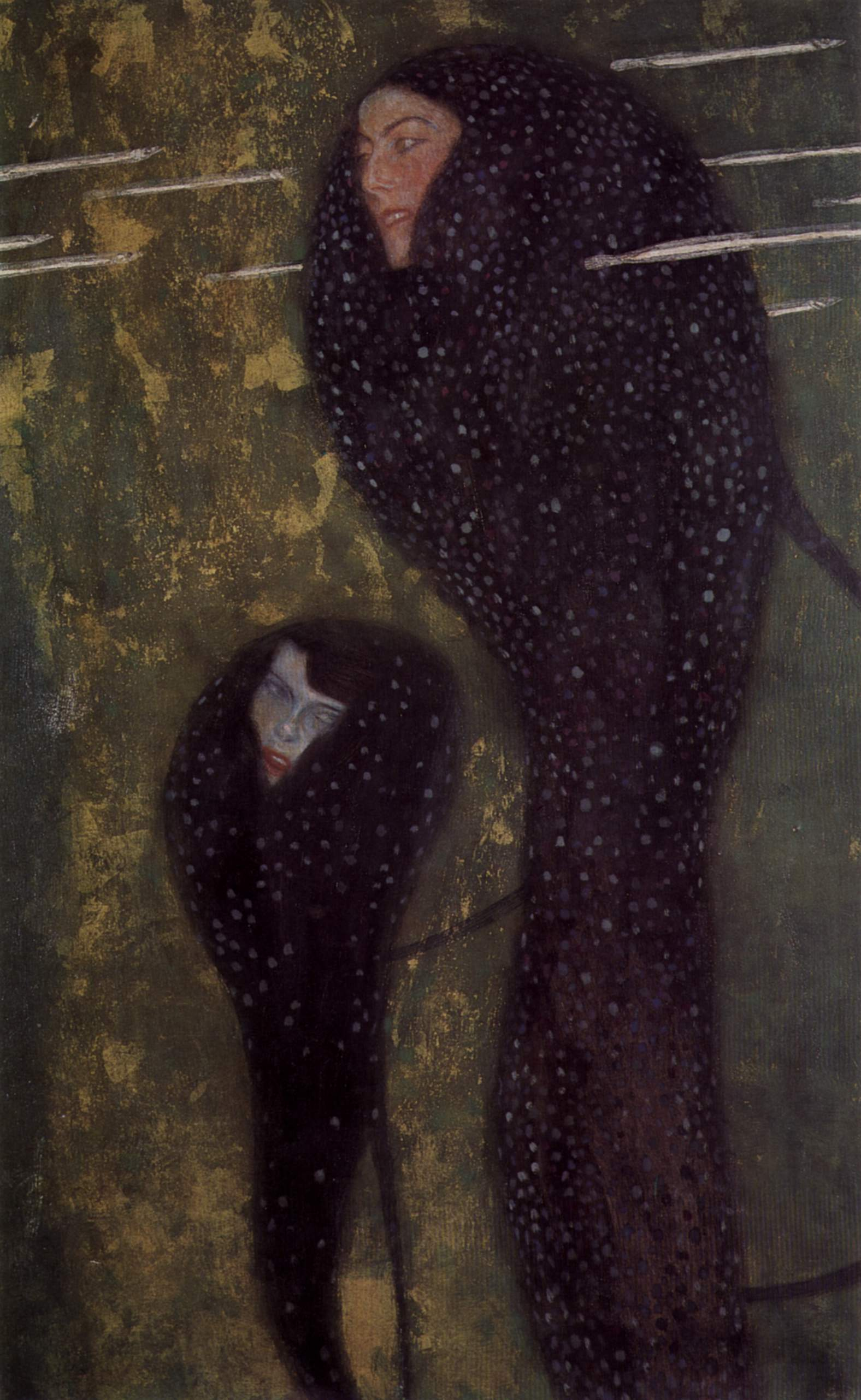
Sirenas, de Klimt.

## Escultura mitológica
La escultura recurrió también a la mitología desde el Renacimiento, pero algo más tarde, destacando ya en el Cinquecento, además de Miguel Ángel, Benvenuto Cellini (Perseo con la cabeza de Medusa, Salero de Francisco I) y Juan de Bolonia (Mercurio, El rapto de las sabinas); en el Barroco Gian Lorenzo Bernini (El rapto de Proserpina, 1621-1622, Apolo y Dafne, 1622-1625), Matteo Bonuccelli (Hermafrodito, 1652); en el Neoclasicismo Antonio Canova (Teseo y el Minotauro, 1781-1783).

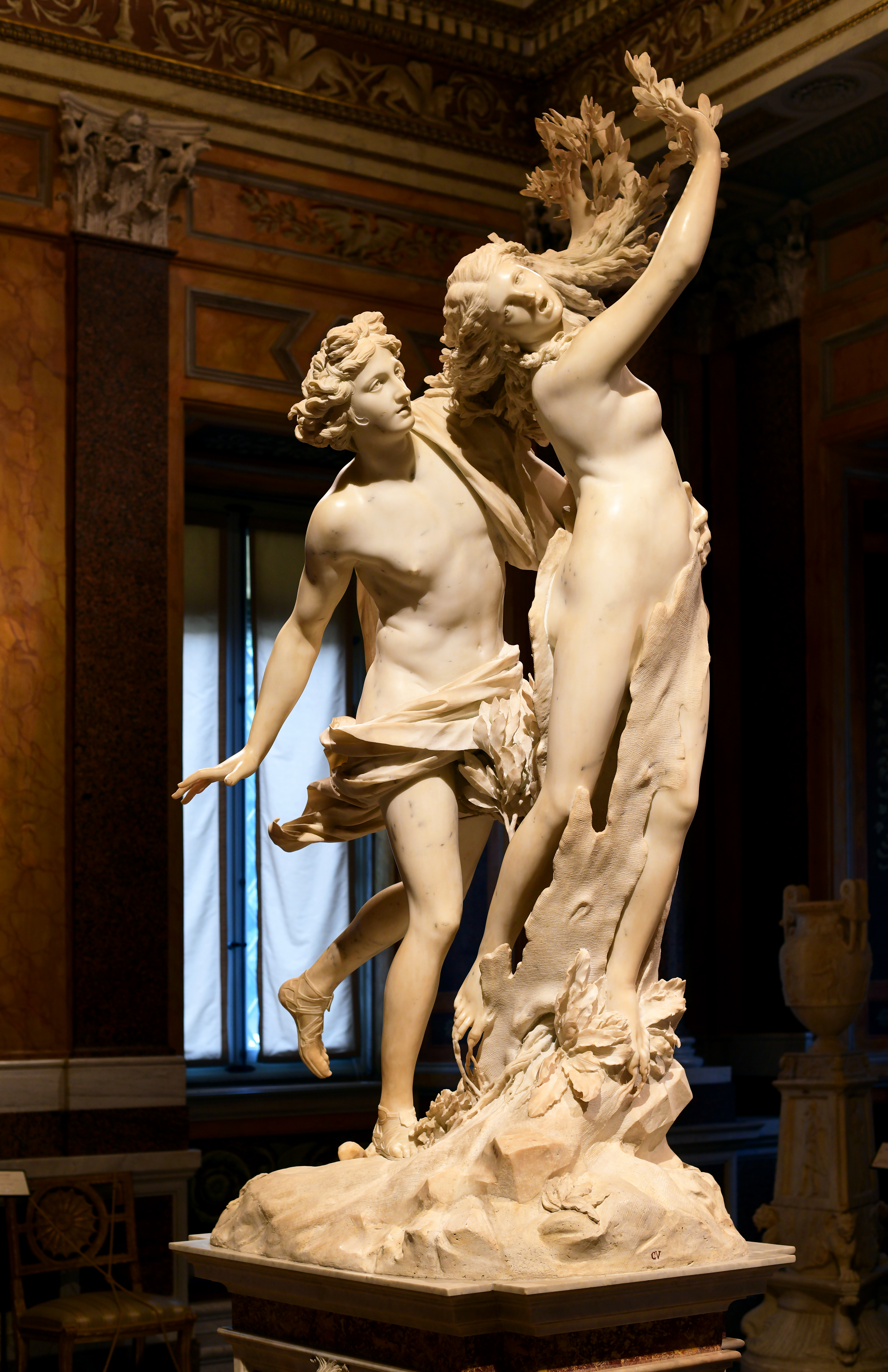
Apolo y Dafne, de Bernini.
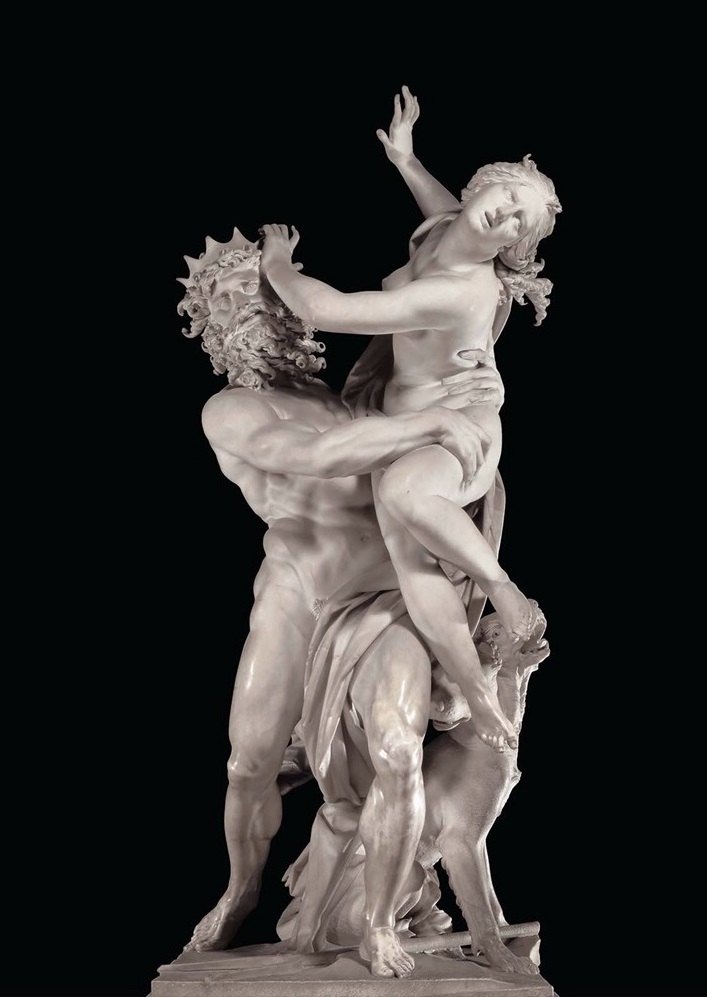
El rapto de Proserpina, de Bernini.
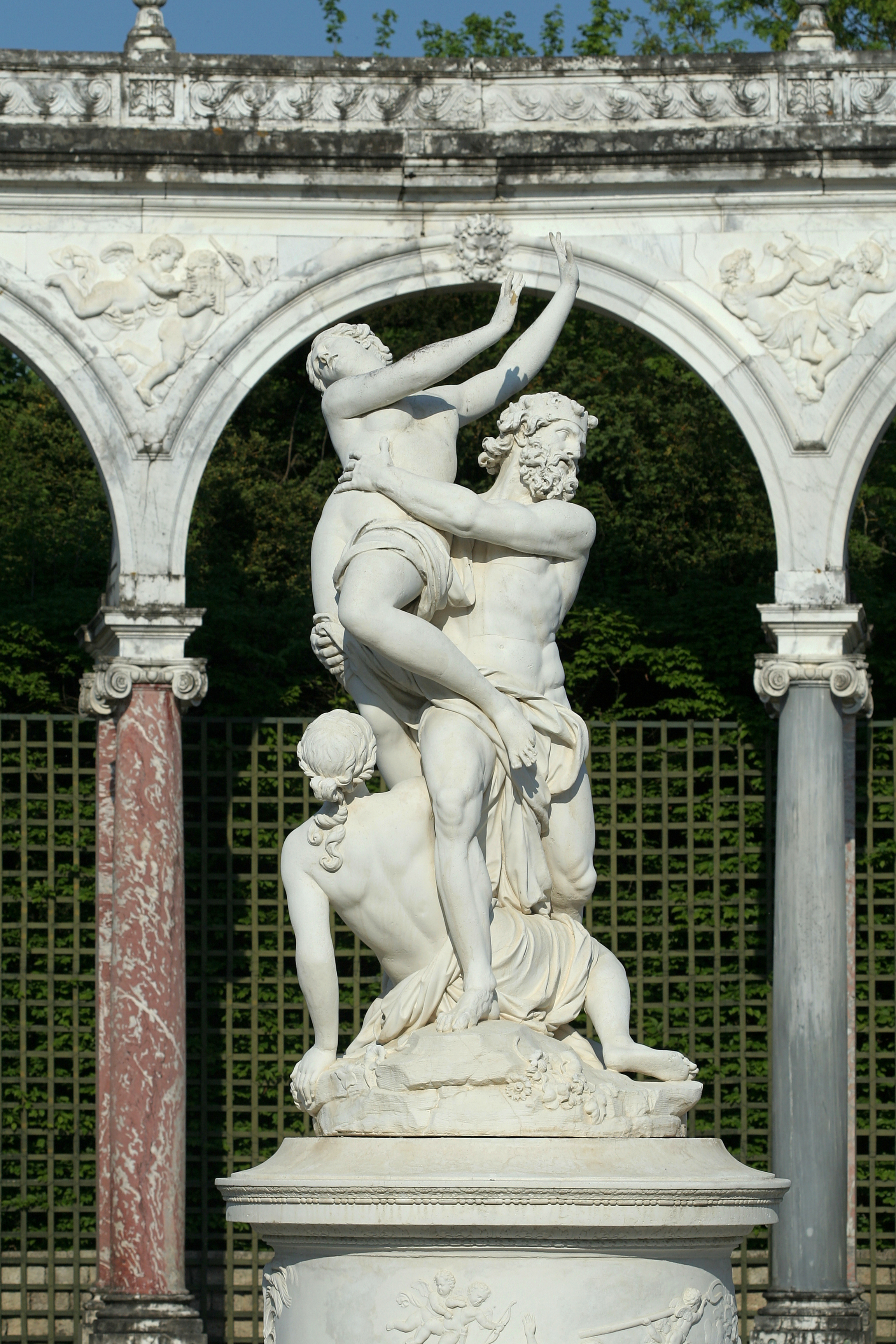
El rapto de Proserpina, de Girardon.
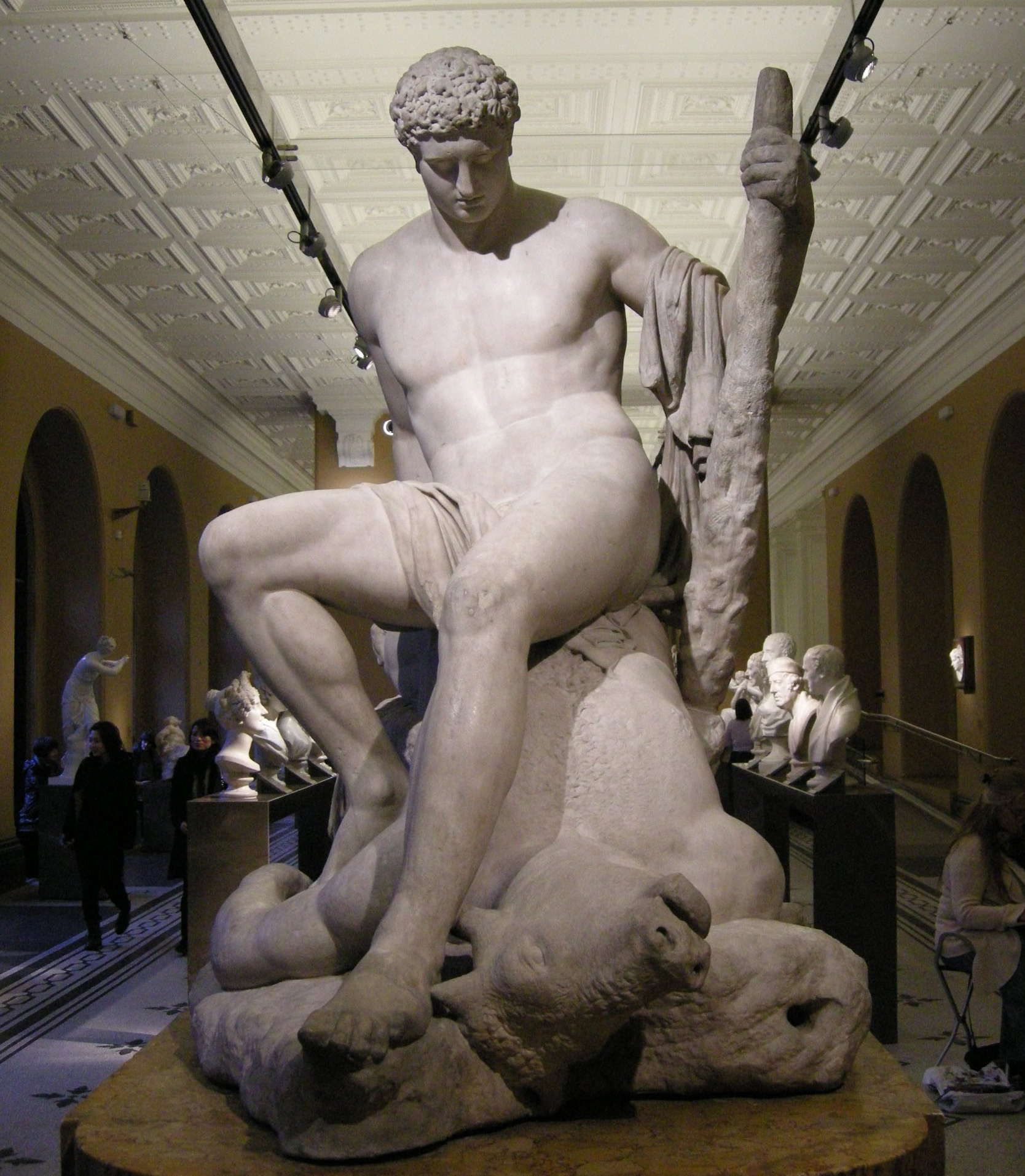
Teseo y el Minotauro, de Canova.
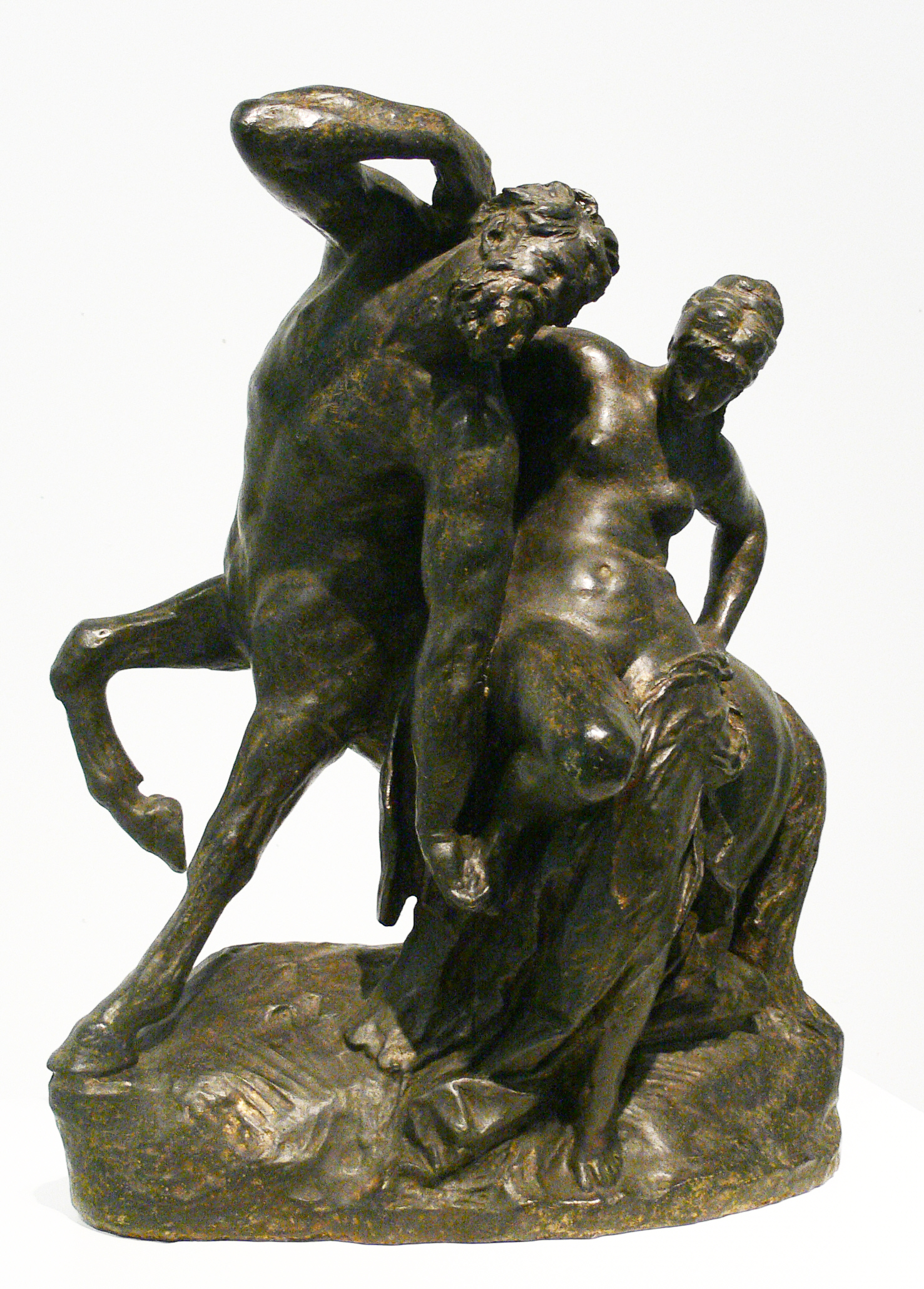
Ninfa y centauro, de Reinhold Begas (1881).